# 次は〜新福島!
『次は〜新福島!』（つぎはー しんふくしま）は、MBSラジオが2017年度から2020年度までナイターオフ期間（10月 - 翌年3月）の毎週火曜日 - 木曜日20:00 - 22:00（JST）に、毎日放送本社（大阪市北区茶屋町）のラジオスタジオから放送していた生ワイド番組シリーズ。公式の略称は「次新」（つぎしん）で、毎日放送アナウンサー・福島暢啓（ふくしま のぶひろ）の冠番組でもある。
本記事では、初年度（2017年度版）を便宜上『第1章』、2018年度のナイターオフ期間（2018年10月2日 - 2019年3月28日）に上記の曜日・時間帯で放送されていた『次は〜新福島!=第2章・芽生え=』（つぎはー しんふくしま だいにしょう・めばえ）を『第2章』、2019年度ナイターオフ期間（2019年10月1日 - 2020年3月18日）の火曜日・水曜日20:00 - 22:00に編成された『次は〜新福島!=第3章・構築と解体=』（つぎはー しんふくしま だいさんしょう・こうちくとかいたい）を『第3章』、2020年度ナイターオフ期間（2020年12月1日 - 2021年3月）の火曜日・水曜日20:00 - 22:00に編成された『次は〜新福島!=第4章・冬将軍=』（つぎはー しんふくしま だいよんしょう・ふゆしょうぐん）を『第4章』と称する。

## 概要

### 2017年度（第1章）
MBSラジオで2015年10月5日から『福島のぶひろの、どうぞお構いなく。』（2016年4月1日から2020年3月20日まで毎週金曜日の深夜＝土曜日の未明にレギュラーで放送）のパーソナリティを務めていた福島が、半年間限定ながら、毎日放送への入社後初めて担当した帯番組。「『どうぞお構いなく。』の姉妹番組」という位置付けで、「次の日を新たな気持ちで迎えたい」というリスナーを中心に、「のぶそう軍団」と称する生中継リポーター、番組スタッフ、多彩なゲストを巻き込みながら、出演者とリスナーによる双方向型のコミュニケーションを生放送で展開した。
番組タイトルの「次は〜新福島!」には、「『次の日を新たな気持ちで迎えたい』というリスナーを福島が引っ張る」というニュアンスが込められている。大阪市福島区には「新福島駅」（JR東西線の地下駅）が実在するが、当番組と直接の関係はないものの、番組のタイトルロゴには、駅名標やプラットホーム用スピーカーをあしらったデザインが施されている。さらに、オープニングも、リスナーが電車や駅を連想するように演出。電車の発着車音を流しながら、電車の車掌が次の停車駅を知らせるようなタイトルコールを福島が披露することによって、アンデス民謡の「花祭り」（ディアマンテスの歌唱によるロックアレンジバージョン）をBGMに本編へ入る。その一方で、エンディングでは時間の許せる限り、福島が当日の出演者・担当スタッフ全員の氏名を紹介。電車の発車音（タイフォン）を流すことによって、生放送を締めくくっていた。

### 2018年度（第2章）
放送曜日・時間、鉄道を意識したコンセプト、オープニングテーマ、エンディングの演出などは2017年度と変わらないものの、「1年目（2017年度）で（リスナーへの）『種蒔き』を終えられたので、2年目（2018年度）を『芽生え（めばえ）』の時期にしたい」というニュアンスを込めて、番組のタイトルを『次は〜新福島!=第2章・芽生え=』に変更（ラジオ番組表では1年目に続いて『次は〜新福島!』と略記）。放送上は、『第1章』からの常連リスナーを「（『第1章』からの）乗り越しさん」、『第2章』からの新規リスナーを「初乗りさん」と称していた。また、曜日別にテーマを設けたうえで、数々の実験的な企画に挑戦した。
福島が『第2章』の開始直後（2018年10月7日）に『安住紳一郎の日曜天国』（TBSラジオ、以下『にち天』と略記）のパーソナリティ代理を務めたことを機に、『にち天』リスナーから当番組への投稿が放送中に相次いで紹介された。このような事情を背景に、同年11月8日（木曜日）放送分からは、当番組と『にち天』の双方を聴取するリスナーを（前述の「乗り越しさん」「初乗りさん」とは別に）「相互乗り入れさん」と総称している。また、2019年1月1日に放送された『MBSラジオ亥の一番!次は～新福島!猪ベリグ大新年会!』（『第2章』がベースの新春特別番組）では、本来の『にち天』パーソナリティである安住紳一郎（TBSテレビアナウンサー）と福島による対談（事前収録）の音源を流した（詳細後述）。さらに、『ごごラジ!』（NHKラジオ第一の全国向け生放送番組）との間でもリスナーの「相互乗り入れ」が相次いだことから、2019年1月7日（月曜日）に福島が同番組へゲストで出演した。
その一方で、2019年1月17日（木曜日）には、『& Premium』（マガジンハウスが発行する月刊誌）の編集スタッフが当番組のスタジオや福島を取材。その模様をまとめた記事が、同誌第64号（同年2月20日発売）の特集「心に響くラジオ番組22。」に掲載されている。

### 2019年度（第3章）
『第2章』まで編成されてきた木曜日20:00 - 22:00の放送枠を『石田英司のプカプカ気分』（毎日放送シニアスタッフの石田英司がパーソナリティを務める冠番組）に充てることや、福島が2019年10月4日からMBSラジオで毎週金曜日の夕方（同年9月27日までは『上泉雄一のええなぁ!』金曜枠）で『福島のぶひろの、金曜でいいんじゃない?』という生ワイド番組のパーソナリティを新たに務めることから、放送曜日を火・水曜日に集約。番組のタイトルを『次は～新福島!=第3章・構築と解体=』へ変更するとともに、火曜日には「構築」、水曜日には「解体」というテーマで、ラジオ番組の可能性を深く濃く追求した。

### 2020年度（第4章）
前年度に続いて放送枠を火・水曜日20:00 - 22:00に編成したが、当番組のシリーズ史上最も遅く、2020年12月1日（火曜日）から放送を開始した。2020年の初頭から新型コロナウイルスへの感染が拡大している影響で、同年の日本プロ野球（NPB）レギュラーシーズンが11月中旬まで組まれていたほか、同月21日（土曜日）からナイトゲームで開催された日本シリーズの中継をMBSラジオで全試合放送したことによる。
その一方で、2021年のNPBレギュラーシーズンが3月27日（金曜日）から開幕することに伴って、歴代最短の4ヶ月間で放送を終了。「新日本放送」時代の1959年3月1日からテレビ・ラジオ放送事業を兼営してきた毎日放送では、同年4月1日（木曜日）からラジオ放送事業の分社化（株式会社MBSラジオによる事業承継）に踏み切ることから、「テレビ・ラジオ兼営局の毎日放送」としては最後のシリーズにもなった。
番組のサブタイトルに『冬将軍』を入れていることから、前年度（第3章）と同じパターンで火曜放送分を「冬の火曜日」、水曜放送分を「将軍の水曜日」と称していた。また、番組関係者向けにオリジナルの法被を製作。福島を初めとするレギュラー出演者やスタッフが本番中に着用したほか、ゲストやニュースキャスターが羽織ることもあった。

### 2021年度以降の対応
ラジオ・テレビ兼営局だった毎日放送は、『第4章』終了1週間後の2021年4月1日付で、ラジオ放送事業とラジオ放送免許を「株式会社MBSラジオ」へ移管。福島は、同日からテレビ単営局（JNN準基幹局）の毎日放送に籍を置きながら、MBSラジオで制作・放送される番組（『金曜でいいんじゃない?』やJRN32局ネットの生放送番組『地方創生プログラム　ONE-J』など）に「MBSアナウンサー」として出演している。
また、石井亮次（大阪府東大阪市・中部日本放送→CBCテレビ出身のフリーアナウンサー）を『第1章』から年1回のペースでゲストに迎えてきたことを背景に、『第4章』終了の翌週（3月29日）からは「石井亮次と福島暢啓のフダンギダンギ。」という派生企画を2ヶ月に1回のペース（主に『MBSマンデースペシャル』内）で放送している。

#### 2021年度
MBSラジオでは2021年のナイターオフ編成で、「（毎日放送時代を含めても）過去最大規模」とされる番組の改編を敢行。改編率は76.1%で、福島が毎月最終日曜日にレギュラーで出演している『MBSヤングタウン』が全日（週7日）放送を22年振りに再開させることに伴って、前年まで『第4章』を放送していた火・水曜日の21時台に『MBSヤングタウンNEXT』をナイターオフ期間（2021年12月 - 2022年3月の4ヶ月間）限定で編成した。
さらに、福島は『金曜でいいんじゃない?』（上記の改編で放送枠を30分拡大）のパーソナリティを続けながら、安住が総合司会に名を連ねる『THE TIME,』（TBSテレビの制作で平日の早朝に編成されるJNN28局ネットの生放送番組）のスタート（2021年10月1日）に際して「列島リアルタイム中継」の毎日放送（近畿広域圏・徳島県）担当キャスターへ起用された。このような事情から、当番組については『第5章』としてのレギュラー放送に至らず、『第4章』まで内包していた「MBSニュース」・「お天気のお知らせ」（福島が伝えていた天気予報）を単独番組として20時台に4分間・21時台に10分間放送。その一方で、『フダンギダンギ。』の放送を上記のペースで継続している。
『第1章』から他の冠番組との共同企画として、正月に長時間の生放送を実施してきた新春特別番組については、2022年にも1月1日（土曜日）の11:40 - 17:35に『福島のぶひろの大新年会!おめでとう日本!』として編成。『THE TIME,』の「列島リアルタイム中継」で近畿広域圏・徳島県以外のエリアからのリポートを担当しているJNN加盟局のアナウンサーから、一部の人物が出演した。

#### 2022年度以降
福島は『フダンギダンギ。』と並行しながら、『金曜でいいんじゃない?』や『THE TIME,』などの番組への出演を継続。一時は当番組の復活がMBSラジオの局内で検討されていたが、実際には見送られている。その一方で、MBSラジオでは2023年以降も、『福島のぶひろの大新年会!おめでとう日本!』（長時間の生放送による特別番組）を1月1日に編成。当番組の関係者が多数登場しているほか、当番組で放送されていた企画を随時復活させている。

## 出演者
◎：出演期間中は毎日放送のアナウンサー

### 2017年度（第1章）
- パーソナリティ：福島暢啓◎
  - MBSラジオでは過去に、趣味の昭和歌謡に焦点を当てた冠番組（『福島暢啓の昭和歌謡でしょ!』『福島暢啓 歌の朝市』）のパーソナリティも担当。基本として事前収録で放送する『どうぞお構いなく。』では、2016年4月のレギュラー化を機に、毎月最終金曜日のみ「進行表のない生放送」へ臨んでいた。
  - 当番組の放送期間中には、『ちちんぷいぷい』（MBSテレビ）で、VTRロケコーナーのリポーターを随時担当[注 4]。前述した『どうぞお構いなく。』に加えて、土曜日に『サタデープラス』（MBSテレビ制作・TBS系列全国ネットの生放送番組）内の一部コーナーへ出演したほか、『MBS SONG TOWN』（MBSテレビで木曜日の深夜に放送中の音楽番組）や『ヤングタウン日曜日』（MBSラジオ）へのレギュラー出演も続けていた。
  - 当番組のMBSラジオ向けスポットCMを制作する際には、自身の好きな太田胃散のCM風の演出を提案。実際のCMでは、太田胃散のCMと同じBGM（フレデリック・ショパンの「前奏曲作品28第7番イ長調」）を流す一方で、「太田胃散、いい薬です」という決め台詞を「新福島、いい番組です」に変えている。
- リポーター　→　コーナーレギュラー
  - 信宗啓太（のぶそう けいた：松竹芸能所属のお笑いコンビ「よふかしイエロー」のメンバー）
    - 『どうぞお構いなく。』の準レギュラーで、広島県尾道市の出身。福島にとっては、龍谷大学の学生時代の先輩に当たる。当番組には、「のぶそう軍団1号」として全曜日に登場。
    - 『第1章』期間中の公式番組表には、「よふかしイエロー信宗」と紹介されていた[注 5]。
    - いわゆる「書店芸人」[注 6]で、当番組では2018年1月から、そのキャラクターを生かした企画も担当していた（詳細後述）。

  - 三田愛美（さんだ あゆみ：パートナーズ・プロ所属のタレント）
    - 2017年10月5日（木曜日）放送分の生中継から「のぶそう軍団2号」という肩書で登場。基本として木曜日にのみ、信宗とのコンビでリポートを担当した。MBSラジオの番組では、2016年10月から2017年9月まで、『ありがとう浜村淳です』に「ありがとう娘。」（アシスタント陣）の1人として出演。
- ニュースキャスター
  - いずれも福島の先輩アナウンサーで、21時台の『MBSニュース』にのみ、当番組のスタジオへ登場。担当曜日には、『MBSヨル隊』（前枠のレーベル番組）内の定時ニュース（19時の時報明けに放送）にも出演していた。
    - 火曜日：上田崇順◎
    - 水曜日：柏木宏之◎
      - 2018年2月28日（水曜日）に毎日放送を定年で退職。同日放送の当番組で『MBSニュース』を担当したことを最後に、毎日放送アナウンサーとしての活動を終えたため、担当の直後には福島から還暦祝いを兼ねて1本の赤い薔薇の花を贈られた[5]。ただし、翌3月1日以降も「シニアスタッフ」（嘱託契約扱いのアナウンサー）として引き続き勤務するため、翌週（3月7日）以降の放送でもニュースキャスターを務めていた。

    - 木曜日：千葉猛◎

### 2018年度（第2章）
- パーソナリティ：福島暢啓◎
- コーナーレギュラー
  - 火 - 木曜日：信宗啓太（完全版には21時前後からエンディングまで、短縮版には全編に出演）
    - 福島が『ごごラジ!』へのゲスト出演（前述）に至ったきっかけは、同番組との「相互乗り入れさん」が投稿した「信宗の顔が（当時パーソナリティを担当していた）神門光太朗（担当時点ではNHKラジオセンターアナウンサー）に似ている」という趣旨のメッセージが、2018年内の『第2章』で紹介されたことによる。ただし、信宗本人は『ごごラジ!』に出演していない。

  - 木曜日：やきそばかおる（後述する21時台の「やきそばかおるの全国ラジオキコウ」にのみ出演）
    - 当番組へのレギュラー出演がきっかけで、前述した『& Premium』第64号には、当番組にちなんだコメントを寄せている。
- ニュースキャスター
  - 『第1章』を放送していた2017年度に続いて、『MBSヨル隊』19時台のニュースも担当。
    - 火曜日：柏木宏之◎・加藤康裕◎（隔週交代で担当）
      - 加藤は2019年4月30日に毎日放送からの早期定年退職を控えていたことから、最終放送日にもゲストで出演（詳細後述）。

    - 水曜日：上田崇順◎
    - 木曜日：千葉猛◎

### 2019年度（第3章）
- パーソナリティ：福島暢啓◎
  - 放送期間中には、テレビ・ラジオを通じて、レギュラー番組が（『第3章』やナレーション・VTRリポートのみの担当番組を含めて）最大で9番組にまで達していた。『第3章』の終了とともに担当番組の異動（『どうぞお構いなく。』の終了など）が相次いだため、当番組を放送しない2020年度上半期には、（放送期間中には事実上担当を外れている）宿直勤務をはさみながら、『金曜でいいんじゃない?』など4番組へレギュラー出演。
  - 『第3章』終了翌週（2020年3月25日）から発売の『別冊TV Bros. 全国ラジオ特集 powered by radiko』（東京ニュース通信社）に掲載されている「北海道から沖縄まで!ローカルラジオスター特集」では、関西地方の（ワイドFMとの並行放送実施局を含む）AMラジオ局制作番組のレギュラーパーソナリティからただ1人、「ローカルラジオスター」として取り上げられている[注 7]。
- コーナーレギュラー
  - 火・水曜日：信宗啓太
  - 火曜日：やきそばかおる
    - 放送期間中の2020年1月16日に、自身を含めた6名の共著による『必聴ラジオ100』を三才ブックスから刊行。当番組をはじめ、『第2章』からの担当コーナー「やきそばかおるの全国ラジオキコウ」で紹介したラジオ番組の一部（詳細後述）を、「今聴くべき100番組」に認定している。
    - 基本として水曜放送分には出演しないが、2020年2月5日（水曜日）には、当番組の本番前（18:00 - 19:30）に「水曜トークショー」（毎日放送本社M館1階のオープンスペース『ちゃぷらステージ』で2019年11月6日から毎週水曜日の夜間に開催している有料公開イベント）へ登場。「知ればもっとラジオが楽しくなる!全国のユニークなラジオパーソナリティの世界」というテーマで福島を相手にトークを展開したばかりか、「『ラジオ番組の最終回』を解体する」というテーマで、「ラジオ解体師」（ゲスト）として「ラジオ解体ショー」（水曜日20時台のコーナー）へ招かれている。
- ニュースキャスター
  - 火曜日：千葉猛◎（2020年8月に報道局のクロスメディア事業部へ異動）
  - 水曜日：上田崇順◎

### 2020年度（第4章）
- パーソナリティ：福島暢啓◎
- コーナーレギュラー
  - 火・水曜日：信宗啓太
  - 火曜日：やきそばかおる
  - 水曜日：亀井希生◎
    - MBSラジオでは、当番組の『第2章』（木曜日「ラジオ博愛主義!パイセンがやってきた!」）をはじめ、福島の冠番組（『福島のぶひろの、どうぞお構いなく。』や2020年7 - 9月の日曜夜間に放送された『福島暢啓の歌詞研究会』など）へ随時出演。ナイターオフ期間には、当番組と同じ時間帯で、2011年度の木曜日に『情報どっか〜んライブ!ホームランラジオ』、2015年度の木・金曜日に『亀井希生のニュースターラジオ』（『かめばかむほど亀井希生です!』の母体番組）でパーソナリティを務めていた。
- ニュースキャスター
  - 火曜日：西村麻子◎
  - 水曜日：玉巻映美◎
    - いずれも『ミント!』（MBSテレビ平日夕方の総合情報番組）のレギュラーアナウンサー（西村は水 - 金曜日本編のアシスタント、玉巻は「Newsミント!」木・金曜日サブキャスター）で、当番組の出演日には19時台のラジオニュース、当番組内ではニュースの解説も担当。玉巻は、毎日放送へ入社した2015年度の火・水曜日に、『浅越ゴエのニュースターラジオ』のアシスタントとしてラジオ番組への本格デビューを果たしていた。
    - 西村は『サタデープラス』の初代プレゼンター（レギュラーアナウンサーで第2代は福島[注 8]）で、学生時代から女子陸上短距離の選手としても活動していることを背景に、当番組のニュース解説では陸上競技やランニングの魅力をもっぱら熱弁。毎日放送を含むJNN・JRN加盟局の優秀なアナウンサーを表彰するアノンシスト賞の第46回（2020年度）全国審査会でこのパートのトークが高く評価された結果、ラジオ・フリートーク部門の最優秀賞を授与されている[6]。

## 放送時間
- 毎週火曜日 - 木曜日　20:00 - 22:00（第1章・第2章）
- 毎週火曜日・水曜日　20:00 - 22:00（第3章・第4章）

### 第1章（2017年10月3日 - 2018年3月29日）
- MBSラジオでは、2016年度のナイターオフ編成で、火曜日から金曜日の夜間（主に19:30 - 22:00）に「スマラジw」という自社制作・生放送番組のレーベル枠を設けていた。当番組の開始に際しては、「スマラジw」に代わるレーベル枠として、火曜日から金曜日の18:00 - 20:00に「MBSヨル隊」を新設。「スマラジw」枠内の日替わり番組（またはシリーズ番組）の大半を、「MBSヨル隊」枠へ組み込んでいた。
- 金曜日20時以降はナイターシーズンを含め火 - 木曜日とは異なる編成を組んでいることから（21時台に通年番組を設定するなど）、前年度までは同一番組・レーベル枠でも放送時間が火 - 木曜日と異なっていたが[注 9]、当番組については金曜日の放送枠そのものを設定していない（20:00 - 21:00に『こちら茶屋町お天気部!』を放送）。
- 当番組の放送期間序盤（2017年10月上旬）には、阪神タイガースのレギュラーシーズン最終カード（阪神甲子園球場での対中日ドラゴンズナイトゲーム）が組まれていたため、MBSラジオでは『MBSベースボールパーク』として当該カードの全2試合を18:00のプレイボールから完全中継。当番組については、雨傘番組やフィラー番組として編成されていたため、以下のように対応した。
  - 2017年10月5日（木曜日）には、21:06まで中継を実施したため、当番組を21:10から22:00まで放送した。
  - 2017年10月10日（火曜日）には、最終戦および安藤優也の引退セレモニーを21:27まで中継したため、21:28から21:50まで生放送。通常は当番組で21:15頃から放送する「MBSニュース」「お天気のお知らせ」については、当番組の終了後（21:50 - 22:00）に単独番組としてセットで放送した。
- 2017年の日本プロ野球ポストシーズン期間中の火 - 木曜日にセントラル・リーグクライマックスシリーズ ファイナルステージ[注 10]および日本シリーズのナイトゲームを開催する場合には、『MBSベースボールパーク』として当該試合の生中継を優先。当番組を雨傘番組やフィラー番組として編成した。
- 2018年3月21日（水曜日・春分の日）には、20:00 - 21:00に『野村啓司の懐メロ♪ジュークボックススペシャル版!～愛と昭和歌謡と川柳と～』[注 11]、21:00 - 21:55に『民放ラジオ101局特別番組 福山雅治・菅田将暉のWE LOVE RADIO!』を編成。当番組については、本編の放送を休止したうえで、本来は番組内で伝える「MBSニュース」「お天気のお知らせ」を5分間（21:55 - 22:00）の単独番組として編成した。

### 第2章（2018年10月2日 - 2019年3月28日）
- 2018年の10月には、火 - 木曜日に『MBSベースボールパーク』でナイトゲームを中継する場合にも、基本放送枠を21:00 - 22:00に設定。21:00以降に中継を続ける場合にも、中継の終了直後に、当番組を少なくとも10分間放送していた。
  - 2018年の阪神は、レギュラーシーズン中の天候不順で、例年より多くの公式戦が中止に追い込まれた。その関係で、セントラル・リーグでは（未消化分を含めた）阪神戦をポストシーズンの序盤[注 12]まで連日編成。阪神はレギュラーシーズン最終盤の10月4日（木曜日）にクライマックスシリーズ（CS）進出の可能性が完全に消滅したが、MBSラジオでは、在阪のラジオ局で唯一、翌5日（金曜日）以降も阪神の残り試合の中継を続ける方針を打ち出していた[注 13]。このような事情から、甲子園球場におけるレギュラーシーズン最後の試合（阪神対DeNA最終戦）を中継した同月10日（水曜日）まで、当番組では上記の短縮版で対応した。
    - ナイトゲーム中継予定日の雨傘番組も兼ねていることから、中継予定のナイトゲームが中止になった場合には、本来の時間帯（完全版）での全編生放送に切り替えることを想定。10月の阪神戦中継期間中には、（未消化分を含む）中継対象の全10試合が予定通り開催されたため、2日から10日までの火 - 木曜日に完全版を放送できなかった。全試合をナイトゲームとしてニッポン放送との相互ネット方式で中継する日本シリーズ・広島対福岡ソフトバンクホークス戦期間中も、ソフトバンクの本拠地・福岡ヤフオク!ドームで第3戦から第5戦まで開催された10月30日（火曜日）から11月1日（木曜日）まで以上の体制で臨んでいたが、長時間試合が相次いだ影響で3日間とも短縮版で対応した。
    - （上記の雨傘番組分を除く）完全版については、阪神が関与するナイトゲームの開催を最初から予定せず、予備日にも当たらない10月11日（木曜日）から放送を開始した。
    - 2018年は、毎日放送にとってもう一つの地元球団であるオリックス・バファローズも、パシフィック・リーグCSに進出できなかった。しかし、MBSラジオでは例年通り、セントラル・リーグCSの全試合を中継。同月17日（水曜日）から開幕したファイナルステージ・広島対巨人戦（マツダスタジアム）期間中は、同日の第1戦と、翌18日（木曜日）の第2戦（いずれもナイトゲーム）でニッポン放送制作分中継の同時ネットを実施した。このため、当番組では両日とも、中継の終了後に短縮版として放送した。
    - 最終日の放送時間帯には、『ちゃプラステージ』をリスナーに無料で開放したうえで、「パブリックリスニング」を実施。当番組にちなんだグッズやパネルを特別に展示したほか、信宗がステージからの中継リポートを担当した。本編の大半をスタジオから放送したが、エンディングには、福島・やきそば・加藤も『ちゃぷらステージ』に登場した。

### 第3章（2019年10月1日 - 2020年3月18日）
- 『第2章』までと違って、日本プロ野球の2019年レギュラーシーズンがナイターオフ編成の初日（9月30日＝月曜日に甲子園球場で催された阪神対中日ナイトゲーム）で全日程を終了したため、翌10月1日（火曜日）の初回からフルバージョンで放送。CSについては、レギュラーシーズン3位の阪神が1位の読売ジャイアンツ（巨人）と東京ドームでのファイナルステージで対戦したため、第1戦の開催日（10月9日＝水曜日）のみ当番組の放送枠を第1戦（ナイトゲーム）の中継（ニッポン放送制作分の同時ネット）に充てた。
- 巨人とソフトバンクが対戦する日本シリーズの期間中には、巨人の本拠地・東京ドームでの第3戦を開催した10月22日（火曜日）・第4戦を開催した23日（水曜日）に、ニッポン放送制作分中継の同時ネットを実施した関係で休止した。
- 2020年の夏季に日本国内でオリンピックが開催されることを前提に、同年のNPBレギュラーシーズンの開幕日が例年より早く3月20日（金曜日・春分の日）に設定されていたことから、当初は3月18日（水曜日）で『第3章』の終了を予定していた。日本国内で同年の初頭から新型コロナウイルスへの感染が拡大している影響で開幕は6月以降に持ち越されたものの、『市川いずみのベースボールパークEXトラ!』（2020年以降の年度上半期に『MBSベースボールパーク』ナイトゲームの後座番組として火 - 木曜日の21時台に編成）の放送を3月24日（火曜日）から始めるなど、編成上の事情から『第3章』を当初の予定どおりに終了。18日の最終回には『第2章』に続いて「パブリックリスニング」を放送中に予定していたが、前述した事情から実施に至らず、「ドメスティックリスニング」（家庭内での聴取）が前提の通常放送に切り替えた。
  - 福島は『第3章』の終了に際して、「プロ野球の開幕の遅れが続く場合には、『第3章』ではなく、『次は～新福島!＝第3.5章＝』という番組を放送するかも知れない」という表現で、開幕までの暫定措置として『第3章』の時間帯に別の番組を担当することを示唆していた。
    - 実際には、以上のコメントを『第3章』の終盤に発してからも開幕日が決まらないため、MBSラジオでは2020年4月7日（火曜日）の18:00 - 20:00に『福島のぶひろのお花見ラジオ』という特別番組を本社のスタジオから急遽生放送。信宗に加えて、後輩アナウンサーの森本尚太・三ツ廣政輝・辻沙穂里が出演した。

### 第4章（2020年12月1日 - 2021年3月24日）
- 2020年初頭からの新型コロナウイルス感染拡大を背景に、『MBSベースボールパーク』で阪神のレギュラーシーズン最終戦（11月11日＝水曜日に甲子園球場で催されたDeNAとのナイトゲーム）まで中継したことや、巨人とソフトバンクが2年連続で対戦する日本シリーズが同月21日（土曜日）以降に組まれていたことから、放送期間を例年より短縮。11月17日（火曜日） - 20日（金曜日）までの期間には、「MBSナイトポケット」名義の特別番組をナイトゲーム中継の基本放送枠に編成していた。

## 主な企画・コーナー
番組公式サイトや、MBSラジオ公式番組表での紹介内容を基に記載する。生放送番組のため、時刻は目安である。リスナーからのメッセージについては、電子メールやFAXに加えて、ハガキでも受け付ける。『第1章』では、日本シリーズの終了後（2017年11月第2週）から、放送日ごとにサブテーマ（「あなたの好きな寿司ネタ」など）を設けるようになった。
以下のコーナーの合間には、昭和歌謡の好きな福島であれば選ぶ可能性の低そうな楽曲を、スタッフの選曲によって随時放送。番組内で流れるジングルの一部には、「NJB行進曲」を用いている。

### 2017年度（第1章）

#### 全曜日の共通企画
- 今夜のモニターさん（20:05頃と21:53頃に放送）
  - 当番組に電話で出演できることを条件に、当日の放送内容を「優」「良」「可」の3段階で評価したメッセージを、放送中に電子メールかFAXで番組宛てに送信できる「モニターさん」をリスナーの中から募集。「モニターさん」から伝えられた評価を、番組の終盤に福島が電話で本人に確認する。「モニターさん」として住所・氏名・年齢・電話番号を登録したうえで、放送中に電話を通じて出演したリスナーには、「夜にしっとり濡れティッシュ」（2017年10月下旬からは期間限定で福島の直筆サイン入り2018年分カレンダーとのセット）を進呈した。
- のぶそう軍団のぽんこつリポート（20:10頃と21:05頃に放送）→　のぶそう軍団のジカン。（21:05頃に放送）
  - 信宗率いる「のぶそう軍団」が担当するコーナーで、2017年10月には、番組のPRを兼ねて生中継形式の「のぶそう軍団のぽんこつリポート」として放送。テレビ番組を含めても初めて生中継のリポーターを務める信宗が、スタッフから何も知らされずに中継先へ赴いたうえで、番組の後半にリポートを送っていた。当初は信宗だけが登場していたが、後に三田が「ぽんこつ軍団2号」として木曜日にのみ出演している。
  - 2017年11月7日放送分から、放送枠を21時過ぎに集約したうえで、生中継を伴わない「のぶそう軍団のジカン」にリニューアル。火曜日には「ぽんこつリポート」（信宗が京阪神界隈のイベント・スポットを事前に取材したうえでスタジオで紹介する企画→福島に勧めたい本の感想文を書いたうえで読み上げる企画[注 15]）、水曜日には「ぼんこつパイセンのジカン」（信宗が福島に教えたい豆知識をスタジオで紹介する企画）、木曜日には「信宗と愛美のぽんこつ劇場」（信宗と三田が事前に取材したイベントやスポットをミニドラマ風に紹介する企画）を放送した。ちなみに、コーナータイトルに「ぽんこつ」という言葉を入れたのは、漫才師らしからぬ信宗の拙い話術などに由来するという。
  - 『第1章』の最終放送日（2018年3月29日）が木曜日であったことから、当日は「今夜のモニターさん」の特別編として、信宗と三田による生中継リポートが復活。「当番組のリスナーを本番終了の直前までにできるだけ多く『ちゃプラステージ』へ呼ぶ」という企画のリポートを、放送中に随時挿入した。福島へのサプライズ企画であったが、エンディングには福島も「ちゃプラステージ」へ登場。集まったおよそ25名のリスナーと、2018年度ナイターオフ期間での復活に向けて気勢を上げながら、2017年度の放送を締めくくった。
- あなたの後悔日記（20:50頃と21:45頃に放送）
  - 「後悔していること」「残念に思ったこと」「反省したこと」をテーマに、電子メールやFAXを通じて、リスナーからメッセージを募集。その一部を放送中に紹介した。また、連絡先の電話番号をメッセージに記すことを条件に、電話による出演者も募集。放送時間に余裕がある場合には、該当するリスナーから若干名に対して、福島が放送中に電話を掛けていた。
  - 投稿したメッセージが紹介されたリスナーには、2種類（甲種と乙種）[注 16]の番組特製ステッカーや、「後悔も消せる消しゴム」をプレゼント。電話で出演したリスナーには、1,000円分のクオカード1枚を進呈していた。
- MBSニュース・お天気のお知らせ（21:15頃）
  - 『MBSニュース』は、上記のアナウンサーがキャスター担当。当番組のスタジオでストレートニュースを伝えた後に、主なニュースの背景を解説する目的で、福島とトークを繰り広げた。ちなみに水曜日には、柏木が福島に対して、ニュースに関する資料や写真を随時提示。現物を見られないリスナーに向けて、その説明を求めていた[注 17]。
  - 「お天気のお知らせ」では、ニュースキャスターとのトークを交えながら、福島から天気予報を伝えていた。
  - 前述したように、『MBSベースボールパーク』ナイトゲーム中継の延長によって本編の短縮や休止を実施する場合にも、単独番組として中継終了直後から10分間放送。当該曜日の担当キャスターが、『MBSニュース』『お天気のお知らせ』に1人で出演するとともに、『MBSニュース』でストレートニュースのみ伝えていた。
- 福島のジカン。（21:30頃）
  - 福島が単独で進行。後述する「お客様のジカン」を振り返るほか、リスナーから寄せられたメッセージを随時紹介していた。当コーナーのみ、2017年11月7日（火曜日）以降に放送済みの音源を、YouTube上のMBSラジオ公式チャンネル から順次配信。

2017年12月の「MBSラジオ スペシャルウィーク」期間中の放送（12日 - 14日）では、当番組の放送枠が「9時」（21時）をまたぐことにちなんで、「夜の9時クイズ」（『ありがとう浜村淳です』で午前9時の時報明けに出題される三者択一形式のリスナー向けクイズ「9時クイズ」の特別版）を21時の時報明けで実施。応募者から抽選で、毎日1名に「おかね」（現金）1万円を贈呈した。この期間にリスナーからのメッセージが急増したことを受けて、翌週の放送（19日 - 21日）では、「後の祭り」（放送中にメッセージを紹介されたリスナーから毎日1名に向けた「おかね」のプレゼント）を急遽実施している。

#### 日替わり企画「お客様のジカン。」
20:15頃からおよそ30分間放送されたゲストコーナー
- 火曜日：妄想ラジオショッピング!
  - 「普段なら手の届かない商品を手の届かない値段で売り込む」というコンセプトで、普段なら手の届かないほど高価で、用途が特殊な物品（ピザ窯など）や特殊な施設をラジオショッピング風に紹介。その物品・施設に詳しい人物をスタジオに迎えたうえで、貴重なエピソードを福島が導き出していた。コーナータイトルに「妄想」という言葉を入れてはいるが、物品を取り上げる場合には、コーナーの最後に実売価格と実際に販売している店舗を発表した。
  - 2018年の初回放送（1月2日）では、当コーナーを休止した。これは、通常水曜日に放送する「ラジオ博愛主義!パイセンがやってきた!」（後述）の新春スペシャルとして、福島から友近へのインタビュー（2017年内に収録した音源）を流したことによる。
- 水曜日：ラジオ博愛主義!パイセンがやってきた!
  - 福島にとってラジオパーソナリティとしての「パイセン（先輩）」に当たる人物をスタジオに迎えたうえで、パーソナリティとしての極意や、今後のラジオ番組作りに向けた意見を聞き出す。
  - ゲストに迎えた「パイセン」は以下の通り。コーナータイトルの「博愛主義」は、「パイセン」がレギュラーで担当する番組、「パイセン」が所属する（または主に出演する）放送局、ラジオパーソナリティとしてのキャリアなどを問わずにゲストへ招くことを意味する。ただし、毎日放送の先輩アナウンサー（◎印）、同局アナウンサーを除く（出演時点で）現役のMBSラジオ番組パーソナリティ（○印）の出演が多く、ABCラジオで生番組レギュラーを持っている人物の出演は桑原征平のみ。在京民放AM局パーソナリティの出演は皆無だった。またラジオ以外の業界の「パイセン」（●印）を呼ぶこともあった。
    - 2017年10月：山本浩之[注 20]○[注 21]（4日）、桑原征平[注 20][注 22]（11日）、板東英二○[注 23]（25日）
    - 2017年11月：野村啓司[注 24]○[注 25]（8日）、石井亮次[注 26]（15日[注 27]）、近藤光史[注 24]○[注 28]（22日[注 29]）、谷五郎[注 30]・吉田秀子[注 31]（29日[注 32]）
    - 2017年12月：子守康範[注 24]○[注 33]（6日）、桜井一枝○[注 34]・豊島美雪○[注 35]・鳥居睦子○[注 36]（13日[注 37]）、ヒロ寺平[注 38]（21日）、上泉雄一◎[注 39]（27日[注 40]）
    - 2018年1月：友近[注 41]（2日）、西寄ひがし●[注 42]（3日、いずれも「新春スペシャル」扱い）、若宮テイ子[注 43]（10日）、赤木誠◎[注 44]（17日）、梅田淳[注 20][注 45]（31日）
      - 24日には、東宝の実写映画『祈りの幕が下りる時』（福島と石井がエキストラとして出演した作品）の劇場公開（27日）を前に、田代純一●（TOHOマーケティング株式会社関西エリア宣伝担当）が「映画宣伝のパイセン」としてスタジオに生出演。後半には、主演の阿部寛・溝端淳平に対する福島のインタビュー音源（事前収録）も流した。

    - 2018年2月：原田伸郎○[注 46]（7日）、谷口キヨコ[注 47]（14日）、石澤典夫[注 48]（21日[注 49]）、佐藤良子[注 24][注 50]（28日）
    - 2018年3月：松井愛[注 51]◎（7日[注 52]）、横山雄二[注 53]（14日[注 54]）、浜村淳○[注 55]（28日[注 56]）

  - 「パイセン」の意向やスケジュールによっては、以降のコーナーにも「パイセン」が続けて登場することがあった。
    - 毎日放送と同じTBSテレビ系列局・JRN加盟局の現役アナウンサーである石井亮次（CBCテレビ→2020年3月で退社・フリーアナウンサーへ転身）と横山雄二（中国放送）は、平日に勤務局の本社スタジオから生放送を実施している番組（石井はCBCテレビ『ゴゴスマ -GO GO!Smile!-』、横山は中国放送ラジオ『平成ラヂオバラエティごぜん様さま』）の総合司会やメインパーソナリティをレギュラーで務めているにもかかわらず、当該番組の本番終了後に来阪。当コーナーから（一部のコーナーを除いて）エンディングまで登場すると、大阪での1泊を経て、翌日も勤務局から上記のレギュラー番組へ出演した。
- 木曜日：ラジオ文化センターのコーナー
  - 毎日新聞大阪本社が大阪市と神戸市で開講する「毎日文化センター」の人気講師をスタジオに招いたうえで、専門分野や担当講座に関する話を、福島が根掘り葉掘り聞き出していた。
  - 2017年12月20日には、放送曜日を「ラジオ博愛主義!」と入れ替える格好で、水曜日に放送した。これは、当該週の同コーナーに「パイセン」として招くヒロ寺平が、翌21日（木曜日）の『ちちんぷいぷい』にパネラーとして出演することに合わせて、同番組の本番終了後に「ラジオ博愛主義!」へ登場できる措置を講じたことによる。

### 2018年度（第2章）
投稿したメッセージが放送中に紹介されたリスナーには、福島の判断で、番組特製のステッカー（曜日別に3種類を用意）、「付けたくなる缶バッジ」（甲種・乙種の2種類を用意）、「番組特製・国産御礼タオル」（番組タイトルを信用金庫のロゴ風にあしらった「つぎしん」オリジナルデザイン）のいずれかを進呈。缶バッジには、福島やリスナー有志のデザインによるバージョンも含まれている。
番組内のジングルについては、『第1章』に続いて「NJB行進曲」を使ったバージョン（番組名とメッセージを放送中に挿入）や、新たに「ライディーン」（YMO）をBGMに用いたバージョンなどを流し分けている。
2018年12月の「MBSラジオ スペシャルウィーク」中の放送（11 - 13日）では、明仁天皇の退位に伴う改元を翌2019年5月1日に控えていることを背景に、番組オリジナルの「改元カレンダー」を3日間限定で希望者から抽選で毎日10名（合計30名）に進呈した。このカレンダーでは、昭和天皇が崩御した1989年1月7日に、当時竹下内閣で官房長官を務めていた小渕恵三が、元号変更に関する総理大臣官邸（当時）での記者会見で「平成」と墨書された色紙が収められた額を掲げたシーンを福島が再現したニュースアーカイブ風の撮り下ろし写真を表紙に使用。「スペシャルウィーク」の時点では平成に代わる元号が発表されていないため、プレゼントの当選者が元号の発表後に新しい元号を書き込めるように、色紙の部分をあえて空白にしている。2019年のレギュラー版初回放送（1月8日）からは、投稿されたメッセージが採用されなかったリスナーから抽選で毎日5名に、この写真を用いた「次新ポストカード」へ福島の一筆を添えた礼状を送っている。

#### 曜日別のテーマ
- 火曜日："平成版ボラボラ"でザ・福島ショー!
  - 「ニュースのジカン。」を除く全編を、福島が事実上単独で進行。『ごめんやす馬場章夫です』（MBSラジオで1972年10月6日から2003年9月26日まで平日のランチタイムに放送された生ワイド番組）で、パーソナリティの馬場章夫が31年間にわたって実践していた「ボラボラ」（興味の向くままに赴いた日帰り取材の一部始終を生放送で事細かに報告する[注 57]スタイル）に挑戦した。
- 水曜日：番組の幅を拡げるチャレンジデー!
  - 従来のラジオ番組では手を付けていなかった実験的な企画や、近年のラジオ番組では取り組む機会が少ない古典芸能関連の企画を放送した。
- 木曜日：ズバリ!ラジオ博愛主義!
  - 『第1章』の水曜日でリスナーや放送関係者からの反響が大きかった「ラジオ博愛主義!パイセンがやってきた!」の放送曜日を移動させるとともに、放送局や放送対象地域の垣根を越える格好で、全国各地で話題のラジオ番組も紹介した。

#### 全曜日の共通企画
- 「福島風前ピン」
  - オープニングの前に放送。福島が「駅の売店で買った新聞を広げながら電車を待っている」という設定で、放送当日に関西地方で発行された夕刊紙（『夕刊フジ』『日刊ゲンダイ』『大阪スポーツ』のいずれか1紙）の記事から、主な見出し1本を独り言風に紹介。その後で、当日に関西地方で流れるテレビ番組のうち、当番組の開始までに放送された番組（主に午前中の1番組）の概要をつぶやく。
  - 売店で新聞を買う冒頭のシーン中に（見出しを紹介する）夕刊紙の紙名を言うことや、電車の発車ベルの効果音が流れると、電車へ急いで乗り込むかのような台詞を入れてから『第1章』と同様のタイトルコールを叫ぶことが特徴。『第1章』からのリスナーを「乗り越しさん」と称していることにちなんで、タイトルコールに続く福島の挨拶では、電車の車内アナウンス風に「（他局の番組への）お乗り換えは御遠慮願います」という台詞を入れている。
  - 2019年2月5日（火曜日）放送分からスポーツニッポン新聞社が一時20時台のスポンサーに付いたが、同社で発行しない夕刊紙の記事を紹介する趣向は変わっていない。ただし、夕刊紙の代わりに、経済関連の雑誌や業界誌の記事の概要を福島がつぶやくことがあった。同月第3週（19日 - 21日）の放送では、前述した『& Premium』第64号の発売日（20日＝水曜日）をはさむことから、同誌を購入する設定に変更。
- 「お便りのジカン。」
  - 「今日の自己採点」「今夜の選択肢」（いずれもリスナー参加企画）で構成
    - 「今日の自己採点」では、リスナーが放送当日の自身について、100点満点で採点。その点数と理由に関するメッセージを受け付けたうえで、福島がメッセージの一部を放送中に読み上げていた。エンディングでは、当日寄せられた自己採点の平均点も発表した。
    - 「今夜の選択肢」では、当番組の出演者やスタッフが持ち回りで、1日につき1つのテーマで「選択肢」を提示。その回答を当日のエンディングまで受け付けた後に、エンディングで選択肢ごとの回答比率を発表する。ちなみに、次回の「選択肢」については、放送の前日までtwitterの公式アカウントで発表していた。
- 「ニュースのジカン。」（21:30前後）
  - 『第1章』の「MBSニュース」を継承。『第1章』に続いて、担当アナウンサーを曜日別に固定したうえで、（短縮版を除いて）解説の時間を設ける。
  - 2019年1月には、1995年の阪神・淡路大震災発災日（17日）前後の放送で、「いのちのラジオ」（AMラジオ災害問題協議会に参加する毎日放送・朝日放送ラジオ・ラジオ大阪・NHK大阪放送局・ラジオ関西・和歌山放送・京都放送が持ち回り方式で制作する自然災害関連の報道取材企画）を以下のスケジュールで後半に内包。毎日放送制作分では、「一部損壊～災害とお金」（千葉がパーソナリティを務める『ネットワーク1・17』の関連企画）で千葉が取材と報告を担当した。
    - 火曜日：1月16日・22日・29日
    - 水曜日：1月23日・30日
    - 木曜日：24日・31日
- 「お電話のジカン。」（21:50頃）
  - 『第1章』で放送していた「今日のモニターさん」から、当番組への出演を希望するリスナーが、放送中に福島と電話でやり取りする企画だけを継承。出演したリスナーには、1,000円分のクオカードを進呈する。

以下のコーナーについては、『第1章』から継承。いずれも、福島が単独で担当する。
- 「お天気のお知らせ」（「ニュースのジカン。」に続いて放送）
- 「福島のジカン。」（『第1章』に続いて放送済みの音源を放送後にYouTubeで順次配信）
  - 当コーナーの直後には、「次新子」（つぎ・しんこ）という女声のキャラクターが、中国語風の発音でオヤジギャグや謎めいたメッセージを発している。2018年12月の「MBSラジオ　スペシャルウィーク」では、「次新子のへそくり1万円プレゼント」（次新子が発するキーワード付きのメッセージを寄せたリスナーから抽選で1名に現金1万円を進呈する企画）も実施。このキーワードを通じて、2019年の元日（1月1日）に当番組がベースの新春特別番組（後述）を放送することを予告していた。2019年の2月第1週からは、「次新子の代役」と銘打って、「次新象」（つぎ・しんぞう、中高年男性風）、「次新次郞」（つぎ・しんじろう、「次新象の息子」という設定）、「次新一」（つぎ・しんいち、「次新子の祖父」という設定）、「次良太郎」（つぎ・りょうたろう）、「いつぎ（次）ひろし」といったキャラクターの声が日替わりで流れていた。

『MBSベースボールパーク』のナイトゲーム中継を延長する影響で、当番組の放送枠を10分間にまで短縮する場合には、「ニュースのジカン。」（1 - 2項目のストレートニュース）と「お天気のお知らせ」の放送を優先。残りの時間で、リスナーからのメッセージを紹介した。「今夜の選択肢」については、新たな「選択肢」を発表せず、前回の「選択肢」に対する回答の結果を次回以降の放送で発表していた。
前述した『ごごラジ!』では、福島がゲストで出演した日（2019年1月7日）の生放送で、「あなたの自己採点」にちなんでリスナーからのメッセージテーマを「年末年始　あなたの自己採点」に設定。福島が出演したパート（月曜日14時台「みんなでラジオ愛を語ろう」）では、オープニングや「福島風前ピン」を本人で再現する演出を施した。

#### 日替わり企画

##### スペシャルなジカン。（20時台）
- 火曜日：「役場でGO!」
  - MBSラジオの放送対象地域である関西地方から、毎回1つの自治体を対象に、宮崎市出身の福島が本番前（放送当日の午前中）に役場を訪問。そこで聞いた情報を基に、当該自治体のエリア内を取材した。『ごめんやす馬場章夫です』シリーズでの馬場さながらに、役場や取材先で見聞きしたり、自分で体験したりすることで感じられた自治体の魅力を「言葉の力」だけで伝えることが特徴。報告が当コーナーに収まり切らない場合には、リスナーから寄せられた感想を交えながら、「福島のジカン。」の中で報告を続けた。
  - 取材した自治体は以下の通り。「福島のジカン。」内での報告分については、報告の模様を収録した音源を、放送後にYouTubeの公式チャンネルから配信していた。
    - 2018年10月：大阪府島本町（16日）、大阪府高石市（23日、MBSラジオ送信所の周辺地域）
    - 2018年11月：京都府八幡市（6日）、兵庫県猪名川町（13日）、奈良県生駒市（20日）、滋賀県野洲市（27日
    - 2018年12月：神戸市兵庫区（4日）、京都市伏見区（11日）、大阪府門真市（18日）、兵庫県芦屋市（25日）
      - 福島自身が龍谷大学の学生時代に過ごした京都市伏見区内での取材および、取材後の報告については、『MBSマンスリーリポート』（MBSテレビ）のスタッフが密着取材。2019年1月6日の同番組で、密着取材の模様を放送した。

    - 2019年1月：和歌山県紀の川市（15日）、大阪市西区（22日）、京都府向日市（29日）
      - 8日放送分では、前日に『ごごラジ!』の出演でNHK放送センター（東京都渋谷区）へ赴いたことにちなんで、「渋谷にGO!」という特別企画を放送。出演前後や放送中のスタジオの様子などを、福島が詳しく語った。

    - 2019年2月：奈良県王寺町（5日）、大阪府忠岡町（12日）、大阪府箕面市（19日）、大阪府河内長野市[注 58]（26日）
    - 2019年3月：兵庫県三田市（5日）、奈良県宇陀市（12日）、大阪府田尻町（19日）
      - 火曜日の最終回に当たる26日には、『ドッキリ!ハッキリ!三代澤康司です』（朝日放送ラジオ平日午前の生ワイド番組）へのゲスト出演（詳細後述）を経て、同局のある大阪市福島区内を午後に取材した模様を紹介した。
- 水曜日：「関西芸能裏図鑑!」
  - 関西芸能界の”裏方さん”（芸能プロダクションの社長など）をスタジオに迎えたうえで、福島とのやり取りを通じて、関西芸能界の光と影を浮き彫りにしていた。
  - 放送週によっては、タレントや芸能以外の世界からゲストに招くことがあった。
    - 「MBSラジオ スペシャルウィーク」期間中の放送（2018年12月12日）には、「毎日放送お天気部（報道局気象情報部）の気象予報士」としてMBSラジオの気象関連番組に出演中の南利幸が、「気象予報士のマネジメントに特化する関西唯一のプロダクション（南気象予報士事務所）の代表（取締役社長）」という肩書で登場した。
    - 2018年の最終放送（12月26日）には、井岡弘樹（井岡ボクシングジムおよび井岡ボクシングトレーニングジムの会長、元・WBC世界ミニマム級およびWBA世界ライトフライ級王者）が、「ボクサータレント」（プロボクサー出身のタレント）としてゲストに登場した。
- 木曜日：「ラジオ博愛主義!パイセンがやってきた!」
  - 『第1章』では水曜日に放送。『第2章』では、ゲストに迎える「パイセン」の範囲を、（木曜レギュラーの信宗以外で）放送業界に従事する福島の出身大学（龍谷大学）の先輩（◆印）などにも広げる。
  - ゲストの「パイセン」は以下の通り。毎日放送の先輩アナウンサー（◎印）、同局アナウンサーを除く（出演時点で）現役のMBSラジオ番組パーソナリティ（○印）、◎印や○印に該当しない毎日放送のアナウンサー経験者（※印）、ラジオ以外の業界の「パイセン」（●印）に分けて記載する。
    - 2018年10月：畑中ふう[注 59]◆（11日）、中島ヒロト（25日[注 60]）
      - 『第2章』の放送初日（2日＝火曜日）には、「開幕!パイセンスペシャル」と称して、関岡香（福島の上司で、当時は毎日放送アナウンス部長）[注 61]をスタジオに招く予定だった。MBSラジオでは当日、『MBSベースボールパーク』内で広島対阪神のナイトゲーム（マツダスタジアム）を中継した後に、21:00から当番組の短縮版を1時間にわたって生放送。しかし、他のコーナーなどとの兼ね合いで、関岡の出演は見送られた。

    - 2018年11月：森たけし[注 62]（8日[注 63]）、平松邦夫※[注 64]（15日、事前収録[注 65]）、岩崎和夫[注 66]・南かおり○[注 67]（22日）、西靖◎[注 68]（29日[注 69]）
    - 2018年12月：吉田照美○[注 70]（6日）、石井亮次（13日）、伊東正治○[注 71]（20日）、亀井希生◎[注 72]（27日）
      - 石井は『第1章』に続いて、『ゴゴスマ』生出演の合間を縫う格好でスタジオへ登場。大阪での1泊を経て翌日（金曜日）の午前中に帰名することを念頭に置いた出演で、出演日が「MBSラジオ スペシャルウィーク」中の最終放送日でもあったことから、「ニュースのジカン。」「お天気のお知らせ」「福島のジカン。」以外のコーナーや「前ピン」にも参加した。当コーナーでは、「番組側で12個のトークテーマをあらかじめ用意する」という異例の構成で、福島が石井にテーマを随時提示しながらクロストークを展開させている。

    - 2019年1月：安住紳一郎（1日、事前収録で詳細後述）、窪田等●[注 73]（10日[注 74]）、美藤啓文◎[注 75]（17日）、青木和雄※（24日[注 76]）、豊田康雄[注 77]（31日[注 78]）
      - 『& Premium』の取材日が1月17日であったことから、前述した第64号に掲載の取材記事には、美藤を迎えて当コーナーを放送した際の写真も載せられている。

    - 2019年2月：桂吉弥（7日[注 79]）、橋本のりこ●[注 80]（14日[注 81]）、田丸一男◎（21日）、三代澤康司[注 82]（28日[注 83]）
      - 福島が翌月（3月26日）に『ドッキリ!ハッキリ!三代澤康司です』へ出演したのは、当コーナーに三代澤を招いたことによる。

    - 2019年3月：松尾貴史[注 84]（7日）、野村雅夫（14日[注 85]）、三宅民夫[注 86]（21日[注 87]）、加藤康裕◎[注 88]（28日）

  - 『第3章』からは、同じ時期に放送を開始した『福島のぶひろの、金曜でいいんじゃない?』内の「入ってもらって、いいんじゃない?」（17時台前半のゲストコーナー）が、当コーナーを事実上継承している。もっとも、『第3章』終了後の2020年4月27日（月曜日）には、当コーナーからの派生番組『福島のぶひろのおじ散歩。』を、『MBSマンデースペシャル』の拡大枠（19:00 - 20:55）で生放送。福島・信宗に加えて、『第2章』までの当コーナーに出演した「パイセン」から、森たけし・石井亮次（いずれも同月からフリーアナウンサーへ転身）と西寄ひがしを「おじさんゲスト」に迎えた。

##### お楽しみのジカン。（21時台前半）
- 火曜日：「違いが分かる男。」
  - 「違いが分かる男」を自称する福島が、世の中の森羅万象に潜む微妙な違いを、五感を駆使しながら声だけで紹介する企画。実際には、同じジャンルで競合する3つの商品（放送上の呼称は「スペシャル3」）を並べたうえで、放送中の試食や体験を通じて微妙な違いを福島流に表現していた。
  - 長年にわたって「ネスカフェ・ゴールドブレンド」（ネスレ日本）のCMや広告で使われてきたキャッチコピー（「違いの分かる男」）にちなんでコーナータイトルを付けたことから、「目覚め―ネスカフェ・ゴールドブレンドのテーマ」（八木正生が同製品のCM用に書き下ろしたスキャット入りの楽曲）を流しながらコーナーを進めることが特徴。福島が「みんなちがって、みんないい」（金子みすゞの詩「わたしと小鳥とすずと」の一節）を諳んじることで、コーナーを締めくくった。ちなみに、最終回（2019年3月26日放送分）では、「ネスカフェ」ブランドのソリュブルコーヒーを含むインスタントコーヒー3銘柄を試飲している。
  - 『第3章』では、コーナーとして放送されていない一方で、「目覚め」をBGMに用いたジングルを新たに制作。福島のナレーションを付けたうえで、番組の後半に流している。
- 水曜日：「放送は青春だ!」
  - 「放送に青春を取り戻す」というコンセプトで、日本の放送業界の「青春時代」（主に1960年代）によく放送されていながら、近年のラジオ番組では実施されることの少ない企画（ラジオドラマ、漫談、講談など）を、中井友也ディレクター[注 89]の思い付くままに週替わりで放送する。「学園ドラマの代表作」とされる『飛び出せ!青春』（日本テレビ制作、関西地方では読売テレビで放送）にちなんで、同作品のテーマソングであった「太陽がくれた季節」（青い三角定規）をオープニングで流しながら、福島が芥川隆行を思わせる口調で学園ドラマ風の口上を述べることが特徴。
  - 2018年内の放送では、MBSラジオ他番組の出演者・スタッフを巻き込みながら、番組歌『千里の夢は』（作詞：津城新太郎、作曲：高石千里、歌唱：『次は〜新福島!』制作委員会）を制作。同年の最終放送（12月26日）で、完成版の音源を初めて披露した後に、2019年のレギュラー版初回放送（1月8日）から、曜日を問わず本編のエンディングで流していた。最終放送日のエンディングでは、「パブリックリスニング」の参加者と福島・信宗・加藤・やきそばが、『ちゃぷらステージ』で『千里の夢は』を合唱した。
  - ラジオドラマについては、西野カナ（シンガーソングライター）が活動休止を発表した直後（2019年1月16日）に「トリビュートドラマ かなしばりのまち」[注 90]、同年2月に「佐川満男[注 91]物語」[注 92]と称するシリーズ作品、最終回（2019年3月27日）に「梅田行進曲」を放送している。
  - 2019年6月21日（金曜日）未明放送分の『あどりぶラヂオ』では、「放送は青春だ! 1夜限りの復活祭」と称して、2018年度の当コーナーからリスナーの反響が特に大きかったラジオドラマ「かなしばりのまち」「ある男の物語」の再放送を実施した。『第2章』開始前（2018年8月3日）の同番組（いずれも福島がパーソナリティ・中井がディレクターを担当）で「ひと夏の」（福島のモノローグによるラジオドラマ）を放送したことが、当コーナーの企画へ発展したことによる。さらに福島は、「ある男の物語」での語りが高く評価された末に、2019年度アノンシスト賞の「ラジオ・フリートーク部門」で優秀賞を受賞した[7]。
- 木曜日：「ラジオ博愛主義!やきそばかおるの全国ラジオキコウ!」
  - いわゆる「ハガキ職人」出身で、日本全国のラジオ番組の事情に精通しているやきそばかおるが、放送局や放送対象地域を問わず「（当番組のリスナーであれば）必聴に値する」と判断したラジオ番組を紹介した。やきそばは、最終回を除いて電話で出演。福島からは、紹介の際に「やきそば先生」と呼ばれていた。
  - テーマソングには、「世界の車窓から」（テレビ朝日が制作する『世界の車窓から』[注 93]向けに溝口肇が作曲したインストゥルメンタル）を使用。コーナータイトルの「キコウ」には、「（全国への）紀行」と「（他のラジオ番組も）聞こう」という意味を重ねている。
  - 当コーナーで取り上げた番組は以下の通りで、◎印は『必聴ラジオ100』で「今聴くべき100番組」に選ばれた番組。
    - 2018年10月：RBCiラジオ『民謡で今日拝なびら』（11日）、エフエム青森「そふえの母さんの釣り情報」[注 94]（25日）
    - 2018年11月：IBC岩手放送『のりこの週刊おばさん白書』（8日）、長崎放送『佐田玲子のレイコランドカフェ』（15日）、エフエム大分『ドラバラ』[注 95]（22日）、山梨放送『発酵兄妹のCOZY TALK』（29日）
    - 2018年12月：北海道放送『ティーンリスナー獲得プログラム!ワンチャンレディオ』[注 96]（6日）、南日本放送『上園歩美の「釣りラジ!」』（13日）、エフエム香川『続・麺通団のUDON RADIO うどラヂ!』（20日）、ラジオ沖縄『ありのままでイーノ!』（27日）
    - 2019年1月：九州朝日放送『KIYOSHIとHIROKIのBAR TAKE5』[注 97]（10日）、新潟放送『近藤丈靖の独占!ごきげんアワー』◎（17日）、北陸放送『有限会社　タニカワ旅行社』（24日）、東海ラジオ『源石和輝　ひるカフェ』◎（31日）
    - 2019年2月：LOVE FM『女流棋士水町みゆの、まるで将棋だな』（7日）、山口放送[注 98]『大人のラジオバラエティ ご昭和ください』◎（14日）、RADIO BERRY『ラッパー DOTAMAの栃木県をぶっ飛ばせ！』（21日）、四国放送『ラジオ大福』（28日）
      - 28日放送分では、「ラジオ博愛主義!パイセンがやってきた!」のゲストに迎えた三代澤が、当コーナーまで特別に出演。

    - 2019年3月：STVラジオ『洋二と明石の無口な二人』（7日）、栃木放送『宇都宮動物園ちんたらぞうさんぽ』[注 99]（14日）、CBCラジオ『つボイノリオの聞けば聞くほど』（21日）、南海放送『友近ママの魔法の引き出し』[注 100]（28日）
      - 28日には、やきそばが当番組のスタジオから出演。出演の前には、上記の番組名とラジオ局名を全て記した手描きの日本地図を、「パブリックリスニング」の参加者に配布した。

### 2019年度（第3章）
火・水曜日とも、前週の放送やtwitterの公式アカウントで、週替わりのキーワード（今週のキーワード）をあらかじめ発表。そのキーワードを文面へ盛り込んだメッセージを、通常のメッセージと並行しながらリスナーから受け付けていた。
また、『第2章』から放送日を1日短縮したことに伴って、番組グッズのステッカーを1種類に集約。その一方で、番組全体のテーマを「構築と解体」へ定めたことにちなんで、番組ロゴの焼印入り天然木ブロックを、メッセージ1件の採用につき1個進呈した。このブロックは、一定の数を集めることによって、ジェンガ風のテーブルゲームへ使えるようになっている。ちなみに、放送期間終盤の2020年2月には、「天然木ブロック・プレミアム」も製作。通常のブロックが欠品したことに伴って、3月上旬からリスナーへのプレゼントを「プレミアム」へ切り替えていたが、最終回のプレゼントによって全数の配布を終えた。

#### 全曜日の共通企画
- 「信宗・ふしぎ発見!」（20:50頃から放送）
  - 芸能界を志したきっかけが『日立 世界・ふしぎ発見!』（TBSテレビの制作で毎日放送でも同時ネット）の「ミステリーハンター」という信宗が、身辺で発見した「ふしぎ」な出来事を、福島へのクイズ仕立てで報告した。
  - M-1グランプリの決勝が開催された2019年12月からは、「N-1グランプリ」と称して、2020年1月末まで信宗の似顔絵をリスナーから募集。2020年2月5日放送分でグランプリを発表した。ちなみに、当日の「ラジオ解体ショー」にゲスト扱いで出演していたやきそばかおるも発表に同席。

以下の企画はいずれも、『第2章』から継続。『千里の夢は』を流しながら本編を締めくくる趣向も継承していた。
- 「福島風前ピン」（オープニング前）
  - 『第2章』に続いて駅のプラットフォームを想定しているが、福島が駅員風のアナウンスで当日の放送概要を紹介する趣向に変更。
- 「お便りのジカン。」
  - 21時の時報直前で、「信宗・ふしぎ発見!」に続いて放送。
- 「ニュースのジカン。」「お天気のお知らせ」（21:30前後）
  - 火曜日には千葉、水曜日には上田崇順がニュース解説を兼ねて出演。「お天気のお知らせ」のみ、福島が担当した。
- 「福島のジカン。」（21:35頃）
  - 本編に続いて、「今日も一日お疲れ様です」という口上から始まる福島の「小咄ジングル」（題材は放送日前後の出来事や記念日）を放送。福島の大学生時代からの知人である銀杏亭魚折（いちょうてい・ウォーリー：放送作家、アマチュア落語家[注 101]）が、小咄の脚本を毎回執筆していた。
- 「お電話のジカン。」（21:50頃）

#### 日替わり企画

##### ラジオ博愛主義のジカン。（20時台）
- 火曜日：「万国ラジオ博覧会」
  - 「『ラジオ博愛主義』の精神を世界にまで拡げてみたい!」との心意気で、日本国外のラジオ局やラジオ番組に焦点を当てながら、スタジオに招いたゲストとのクロストークを通じて世界のラジオ事情を探っていた。
  - 紹介する国や地域を、万国博覧会風に「パビリオン」と表現することが特徴。取り上げた「パビリオン」は以下の通りで、留学生や大使館の総領事などをゲストに招いていた。また、番組では当コーナーと連動した白地図を用意。福島は、本番が終わるたびに、ゲストの出身国を示す領域へ色を塗っていた。
    - 2019年10月：アメリカ合衆国（1日）、中華人民共和国・四川省（8日）、ドイツ連邦共和国[注 102]（15日）、インド共和国・パンジャーブ州（29日）
    - 2019年11月：スウェーデン王国（5日）、イラン・イスラム共和国（12日）、イタリア共和国（19日）、オーストラリア連邦（26日）
    - 2019年12月：大韓民国（3日）、フランス共和国（10日）、ブルキナファソ（17日）、カナダ（24日）
    - 2020年1月：アメリカ合衆国アラスカ州（7日）、スペイン王国（14日）、エチオピア連邦民主共和国（21日）、中華人民共和国・貴州省[注 103]（28日）
    - 2020年2月：インド共和国・ムンバイ（4日）、チェコ共和国（11日＝日本における建国記念の日）、コロンビア共和国（18日）、グレートブリテンおよび北アイルランド連合王国（イギリス、25日）
    - 2020年3月：ベトナム社会主義共和国（3日）、トルコ共和国（10日）、ロシア共和国（17日＝最終回）
- 水曜日：「ラジオ解体ショー」
  - 水曜日のテーマが「解体」であることを踏まえて、ラジオを構成するあらゆる要素を、「ラジオ解体師」と称する事情通とのクロストークを通じて「解体」する。初回（2019年10月2日放送分）には、前日に続いてやきそばが出演。MBSラジオの他番組（『こども音楽コンクール』など）を「解体」することや、新旧の毎日放送アナウンサーを「解体師」としてゲストに迎えることもあった。
  - 2019年10月30日には、浜村淳・笑福亭鶴瓶・坂東龍汰とのスペシャルトーク企画（事前収録）を、当コーナーに代わって放送した。東映製作の実写映画『閉鎖病棟 -それぞれの朝-』の劇場公開（同年11月1日）と連動した特別企画で、鶴瓶と福島が、同作品や『ヤングタウン日曜日』で共演していることによる。
  - 2020年3月18日の最終回では、「小咄ジングル」の脚本を半年間にわたって執筆してきた銀杏亭魚折への慰労を兼ねて、小咄ジングルを「解体」。『第3章』で前日（17日）までに放送された45本の「小咄ジングル」をくまざわあかね（落語作家・絵本作家）と青木大輔（当番組のリスナーで新潮社の編集者）が審査したうえで、大相撲本場所の表彰制度に倣った三賞、銀賞、大賞を選出した。

##### お楽しみのジカン。（21時台）
- 火曜日：「やきそばかおるの全国ラジオキコウ!」
  - 『第2章』では木曜日に放送していた。『第3章』で取り上げた番組は以下の通りで、◎は『必聴ラジオ100』で「今聴くべき100番組」に認定。
    - 2019年10月：熊本放送『トラパラ』[注 104]（1日）、広島FM『キムラミチタのアラウンドカープ』[注 105]（8日）、ラジオ沖縄『山原麗華の元気なナツメロ（爆笑）』[注 106]◎（15日）、FM岩手『おもかげ横丁　スナックいがわ』◎（29日）
    - 2019年11月：東海ラジオ『高校ラジオクラブ』[注 107]（5日）、宮崎放送『GO!GO!ワイド』（12日）、山形放送『朝倉さやのモウバンゲダドリャ!』◎（19日）、九州朝日放送『オールナイトKBC・マントル宮本の××祭りだよ!カーニバロー!』（26日）
    - 2019年12月：山梨放送『佐々木優太の開運巡り』[注 108]（3日）、長崎放送『ラジオDEビブリオバトル』[注 109]（10日）、新潟放送『わたしとよりみちくん』（17日）、山陰放送『森谷佳奈のはきださNIGHT!』◎（24日）
    - 2020年1月：南日本放送『ジミー入枝のドゥーワップ・ステーション』（7日）、ラジオ日本『夏木ゆたかのホッと歌謡曲』（14日＝やきそばかおる45歳の誕生日）、CBCラジオ『終活応援団！長谷雄蓮華の人生楽らくラジオ』[注 110]（21日＝『必聴ラジオ100』刊行後最初の放送）、中国放送（RCC）ラジオ『Dressingの Nice Fantasy!!』(28日）
    - 2020年2月：南海放送『やのひろみ☆齊官昌伍のとりあえず生!』（4日）、FM長崎『創成館 Wings ウルトラ フライデー HYPER MAX!!』[注 111]（11日＝建国記念の日）、北海道放送『金子智也の朝からど～もすみません!』[注 112]（18日）、RKB毎日放送『電リクじゃんけん』[注 113]（25日）
    - 2020年3月：FM愛媛『ニンジニアネットワーク 和田ラヂヲの、聴くラヂヲ2』（3日）、東北放送『ロジャー大葉のラジオな気分』◎（10日）、NHK札幌放送局『まるごと雑談ラジオ～がんばろう北海道～』[注 114]（17日＝最終回）

  - 『第3章』終了後の2020年5月15日からは、『福島のぶひろの、金曜でいいんじゃない?』内（17時台の前半）で、「ラジオ博愛主義　やきそばかおるのラジオ旅、上機嫌。」という派生コーナーを月に1回のペースで放送。「全国各地のラジオ局で放送中のローカル番組を電話で紹介する」という趣旨を引き継ぎながらも、毎回1つの都道府県をテーマに、その地域のラジオ局から複数のローカル番組を取り上げている。
- 水曜日：「新書カイタイ新書」
  - 毎日放送の本社に近いMARUZEN&ジュンク堂書店梅田店の新書売場を担当する店員2名から、週替わりで1名をスタジオに迎えながら、書店員の立場で推奨できる新書を紹介した企画。コーナータイトルの「カイタイ」は、水曜日のテーマである「解体」に、「『新書を買いたい！』とリスナーに思わせるような企画」というニュアンスを重ねている。
  - 当コーナーで紹介した書籍は、MARUZEN&ジュンク堂書店梅田店1階にある「MBSラジオの棚」（2019年12月下旬のフロアリニューアルまでは上泉の冠番組『上泉雄一のええなぁ!』シリーズで紹介した書籍を展示する目的で「上泉雄一のええ棚!」として使用）の一角に、書店員の手書きPOPを添えて期間限定で展示されていた（2020年9月から福島を含めた「MBSアナウンサーの推薦本コーナー」に再リニューアル）。
    - 2020年1月8日放送分で池上俊一の著書『動物裁判　西欧中世・正義のコスモス』（講談社現代新書で1990年に初版を刊行）を取り上げたところ、MARUZEN&ジュンク堂書店梅田店で放送の翌日（9日）から同書の売上が急増。同店における2000年初の週間売り上げランキング（1月6日 - 11日付）で『動物裁判』が1位に入ったばかりか、版元の講談社が同書の重版に踏み切るなど、大きな反響を呼んだ[8]。

  - 最終回（2020年3月18日）で予定していた「パプリックリスニング」では、MARUZEN&ジュンク堂書店梅田店からの協力の下に、同店内のイベントスペースへリスナーを集めることを想定していた。上記の事情で「パプリックリスニング」の見送りを余儀なくされたことから、同月13日（金曜日）からは、半年間の番組の歩みをパネルで紹介する「次は～新福島!展」を同店2階の下りエスカレーター用スペースで開催。火曜分の最終回（17日）と水曜分の最終回では、信宗が放送中に会場からの電話リポートを担当した。なお、当初は「次は～新福島!展」を19日（木曜日）で終える予定だったが、同店の厚意で開催期間を1週間程度延長している。
  - 『第3章』終了後の2020年5月1日から、『福島のぶひろの、金曜でいいんじゃない?』内の週替わり企画として、「やきそばかおるのラジオ旅、上機嫌。」を放送しない週に17時台の前半で通年放送。

### 2020年度（第4章）
『第2章』『第3章』で21時の時報明けに編成していた「お楽しみのジカン。」を20時台へ移す一方で、21時の時報明けに「オジサンのジカン。」という日替わり企画枠を新設。「オジサンのジカン。」では、火曜分にやきそばかおる（1975年出生）が旧「お楽しみのジカン。」枠に続いて電話で出演するほか、水曜分には福島の上司でもある亀井（1967年出生）がスタジオへ登場した。ちなみに、「オジサンのジカン。」と称していたのは、やきそば・亀井とも年齢が福島（1987年出生）と10歳以上離れていることに由来する。
また、『第4章』のオリジナルグッズとして「石高（こくだか）ステッカー」を製作。放送中にメッセージが紹介されたリスナーに対して、「1万石」「5万石」「10万石」のステッカーのうち1種類を、福島の独断で進呈する。そのため、1回でも「石高ステッカー」を贈られたリスナーには、2回目以降の投稿の際に氏名（またはラジオネーム）とステッカーの「石高」総数＜10万石ステッカーを贈られていた場合には「（10万石）」＞を併記することを推奨している。2021年2月からは、全種類のステッカーを1枚ずつ入れた「ハッピーセット」や、「5万石」ステッカー5枚入りの「ゴーゴーセット」も随時プレゼント。
さらに、火・水曜日共通のメッセージテーマとして、「○○あるある」（○○は週替わりの内容）を設定。初めて投稿するリスナーや、まだ投稿していないリスナーを「初陣さん」と総称していた。

#### 全曜日の共通企画
以下の企画はいずれも、『第2章』から継続。
- 「福島風前ピン」（オープニング前）
  - サブタイトルの『冬将軍』にちなんで、「メインパーソナリティ様の、お成り～」という信宗の第一声を合図に、福島が将軍風の口上で当日放送分の概要を紹介する趣向へ変更。口上とタイトルコールに続いて「花祭り」を流した。
- 「お便りのジカンwithのぶそう。」（20:50頃から放送）
- 「ニュースのジカン。」「お天気のお知らせ」（21:15前後）
  - 『第3章』までの男性アナウンサーから一転して、女性アナウンサー（火曜日は福島の先輩の西村、水曜日は後輩の玉巻）が、ストレートニュースとニュース解説を担当。『第3章』までの「ニュースのジカン。」から一転して、リスナーからのメッセージや、担当アナウンサーへの質問も積極的に取り上げていた。
- 「福島のジカン。」（21:30頃）
  - 福島のトークに続いて、「足軽のぶそう物語」（銀杏亭魚折の脚本・信宗の単独出演・事前収録による1分間の連続ラジオドラマ）をはさんで、信宗がスタジオトークへ再び参加。ひとしきり話した後で、「お電話のジカン。」へつないでいた。
    - 「足軽のぶそう物語」については、放送済みの4話分から一部の音楽を割愛したうえで1つにまとめた音源を、2021年2月12日から MBSラジオのYouTube公式チャンネル で順次配信している（「福島のジカン。」本編の放送済み音源配信も初年度から継続）。
- 「お電話のジカン。」（21:45頃）
  - 『第3章』までとは違って、信宗もエンディングまで出演。「千里の夢は」をBGMに、「冬将軍」が馬に乗りながら姿を消すかのような効果音を流すことで生放送を締めくくった。
    - 「第4章」としての最終回（2021年3月24日）では、「足軽のぶそう物語」の最終回に続いて、この時間帯に「次新冬将軍物語」を特別に放送。「冬将軍」に扮した福島が後述するコーナーを「足軽」役の信宗と回顧する構成で、コーナーへの出演者・ゲストの一部が吹き込んだ台詞の音源を交えたミニドラマの後に、福島が（前日の時点で）「総石高」が特に多かったリスナーのラジオネームを発表していた。
    - 最終回は番組関係者による『千里の夢は』の大合唱で幕を下ろしたものの、新型コロナウイルスへの感染拡大の影響で、『第3章』に続いて「パブリックリスニング」の開催に至らなかった。そこで当番組では、「番組開始4周年記念展示　次は～新福島!展～冬将軍の遺した日々～」 と称する架空の展示動画を、福島のナレーション付きで制作。MBSラジオのYouTube公式チャンネルから、2021年5月31日までの期間限定で配信している。

#### 日替わり企画

##### お楽しみのジカン。（20時台）
- 火曜日：「僕ら周年探偵団!」
  - 2021年に毎日放送が創立70周年、福島がアナウンサー生活10周年を迎えることにちなんだ企画。2020年初頭からの新型コロナウイルスへの感染拡大と重なってしまった「周年」関連の出来事（「周年もの」）をテーマに、テーマに関係する人々（放送上の呼称は「周年さん」）をスタジオに招いたうえで、「周年もの」にまつわる話を福島が詳しく訊いていた。一部の放送回を除いて、福島が自身の書による垂れ幕入りのくす玉を割ってから本編に入ることや、福島の発声による万歳三唱でコーナーを締めくくることが特徴。
  - コーナータイトルの「僕ら周年探偵団!」には、『少年探偵団のうた』の歌い出しの歌詞に「周年」を重ねていて、テーマソングにも『少年探偵団のうた』を用いていた。
  - 火曜日における2020年の最終放送（12月22日）には、『こんちわコンちゃんお昼ですょ!』（MBSラジオ平日午後の生ワイド番組で金曜分を『福島のぶひろの、金曜はいいんじゃない?』の前枠で放送）シリーズがこの年に放送20周年を迎えていたことを踏まえて、放送開始当初からのレギュラー陣を代表してシルク、渡辺裕薫（シンデレラエキスプレス）、ケーちゃん（アコーディオン奏者）が「周年さん」として出演した。また、2021年2月23日（天皇誕生日）放送分では、「新書カイタイ新書」に協力しているMARUZEN&ジュンク堂書店梅田店のオープン10周年を特集。翌週（3月2日）には、作詞家活動50周年を迎えた松本隆[注 115]「周年さん」として登場している。ちなみに、最終回（同年3月23日放送分）で取り上げた「周年もの」は、radiko関連のサービスを運営する「株式会社radiko」の設立10周年。
- 水曜日：「皆の者、将軍にシタってちょーだい!」
  - 『第2章』からシリーズの旗印に掲げている「ラジオ博愛主義」を継承した企画だが、「パイセン」を迎えていた『第2章』から一転して、福島と同世代（または後輩）のラジオパーソナリティがゲストで登場。コーナータイトルの「シタってちょーだい!」には、将来の「福島軍団」（福島が「パイセン」の立場でリーダーを務めるパーソナリティのグループ）結成を視野に、「今後の活躍が見込まれるパーソナリティに、今のうちから福島を『シタ（慕）って』もらいたい」というニュアンスを込めていた。
  - ゲストがトークを終えてから福島を慕いたくなった場合には、「福島軍団」の結成に向けて、「シタって帳」と称するノートに所属局（またはパーソナリティを務める放送局・番組名）と氏名を記入させている。
  - ゲストは以下の通り。毎日放送の後輩アナウンサー（◎印）、同局アナウンサーを除く（出演時点で）現役のMBSラジオ番組パーソナリティ・キャスター（○印）、毎日放送以外の放送局の現役アナウンサー・パーソナリティ（●印）に分けて記載する。
    - 2020年12月：春名優輝●[注 116]（2日）、森本尚太[注 117]◎（9日）、山本彩加○[注 118]（16日）、藤川貴央●[注 119]（23日）
      - 30日は年末編成の期間中で、当番組を全編にわたって休止。

    - 2021年1月：藤林温子[注 120]◎（6日）、宗谷真生子[注 121]●（そうや　まきこ：27日）
      - 13日には、2日前（11日）が成人の日であったことにちなんで、「成人の日スペシャル」として放送。放送業界の制作畑や芸人を志す20歳の学生（放送芸術学院専門学校の在学生）をスタジオに迎えた。
      - 20日には、現役のラジオパーソナリティではないにもかかわらず、「福島がかねてから自分の番組のゲストに迎えたかった歌ネタ芸人」との触れ込みでトニーフランクが出演。当初は大阪のスタジオに迎えることを予定していたが、放送の時点で日本政府が新型インフルエンザ等対策特別措置法に沿って新型インフルエンザ等緊急事態宣言を発出していたことを踏まえて、活動の拠点を置く東京からの「リモート出演」に急遽変更した。上記の「シタって帳」については、トニーフランクがコーナーの放送後に自筆で芸名を記した紙を、FAXで受信したうえで封入する「リモート記帳」で対応。

    - 2021年2月：山本大貴●[注 122]（3日）、野嶋紗己子[注 123]◎（10日）
      - 17日には、吉本興業所属のピン芸人・デレクが「ラジオ番組大好き芸人」という触れ込みで出演。24日には、大阪大学の学生（「大阪大学ラジオの会」の会員）2名をゲストに迎えている。

    - 2021年3月：清水麻椰◎[注 124]（3日）、塚本京平●[注 125]（10日）
      - 17日には、ジャックポット（松竹芸能の所属で信宗の後輩に当たるお笑いコンビ）がスタジオへ出演。
      - 最終回（24日）では、「当番組をよく聴取している」という大吉洋平◎が、ニュースキャスターを務める『よんチャンTV』（MBSテレビで29日から平日の夕方に放送する報道・情報番組）の告知を兼ねてゲストで登場。毎日放送では福島の先輩に当たることから、コーナーのテーマを「大吉が福島を将軍にシタれる（『させてあげられる』というニュアンスの関西弁）か?」に変えていた。

##### オジサンのジカン。（21時台）
- 火曜日：「やきそばかおるの冬期集中ラジオ講座!」
  - ラジオリスナーなら知っておきたいラジオ業界の情報やトピックを、やきそばかおるが「冬期集中講座」スタイルで紹介。twitter上の番組公式アカウントでは、当コーナーの放送後に、当日の「講義」に関する復習問題のツイートを発信していた。回答は自由記述方式で、当初は問題を放送で発表しない方針を立てていたが、第2回（2020年12月8日放送分）から発表に転じていた。
- 水曜日：「亀井希生の明日から使える武将列伝!」
  - 毎日放送きっての「武将通」である亀井が、戦国時代や江戸時代の武将に関する列伝を厳選したうえで、彼らの生き様から見出される処世術を「サラリーマンが混沌とした現代を生き抜くためのエッセンス」として紹介。リスナーからも、亀井に取り上げて欲しい武将や、自身の悩みに見合った格言・処世術などのリクエストを受け付けていた。
  - 亀井は自宅にある二畳分の広さの納戸に城のミニチュア模型を飾るほど日本の城も愛好しているため、当コーナーには「二畳城の城主」という肩書で登場。週によっては、当コーナーへの出演を終えると、『第4章』の開始前から水曜日に就いている宿直勤務で深夜～翌日（木曜日）早朝の『MBSニュース』をテレビ・ラジオとも担当することがある。2021年3月17日の本番終了後（18日未明）には、『あどりぶラヂオ』のパーソナリティを単独で担当。

## 新春特別番組
MBSラジオでは、『第1章』放送期間中の2018年から、当番組から派生した長時間・生放送の特別番組を毎年正月（2020年までは1月1日・2021年には1月2日）に編成している。当番組をレギュラーで編成していない年度にも、福島の他の冠番組をベースに放送を続けているが、以下では当番組を編成している年度に放送された新年特別番組に限って記載。

### 2018年
- 2018年1月1日（月曜日）に、『次は～新福島!スペシャル　七福神もビックリ!”福”島のぶひろのふるまい大新年会!』を、10:30 - 17:43に編成。当番組のレギュラー陣に加えて、玉巻や八木裕（毎日放送のプロ野球解説者）が出演したほか、以下の企画を放送した。生放送番組のため、放送時間は目安。
  - 「新春!日本縦断電話リレー」
    - MBSラジオの放送対象地域（関西地方）を除くエリアで当番組を聴取しているヘビーリスナーから、希望者と電話をつないだうえで、福島が新年の挨拶・風習や当日の気象概況などを訊いた。リスナーの聴取地域に応じて、「前編」と「後編」の2部構成で放送。リスナーとの電話中には、聴取地域を代表する民謡をBGMに流している。
      - 前編（10:30 - 11:10頃） - 北海道および東北・北陸・関東地方のヘビーリスナー（1地方ごとに1名）が対象で、浜村淳も前枠番組の『ありがとう浜村淳です』に続いて出演。
      - 後編（14:00 - 15:10頃） - 中部・中国・四国・九州地方のヘビーリスナー（1地方ごとに1名）が対象で、ゲストとして三田が出演。エンディングには、「島唄ライブ琉球」（琉球民謡歌手の伊礼哲[注 126]が率いる三線バンド）が琉球民謡を披露した。

  - 「かみじょうたけし presents もう噛ませ“犬”とは言わせない!爆笑松竹芸人大集合スペシャル!」（11:30 - 12:30頃）
    - かみじょう・信宗と同じ松竹芸能所属のお笑い芸人から、いわゆる「演芸通」をうならせそうな期待の芸人数組をスタジオに招いたうえで、十八番を披露させた。2018年の干支が戌（犬）であることにちなんだ企画の1つで、かみじょうと玉巻[注 127]が進行を担当。

  - 「運を“天気”に任せて?広瀬駿と初詣!」（12:40 - 13:50頃）
    - 福島と広瀬駿（毎日放送報道局気象情報部と専属契約を結んでいる気象予報士）によるお初天神への初詣の模様を生中継。お初天神は毎日放送本社と同じ大阪市北区内にあるため、本社の1階を出発してから、お初天神の境内で2人が「恋みくじ」を引くまでの道中の模様を放送した。
    - 福島はこのコーナーだけ本社内のラジオスタジオを離れたため、玉巻が進行役を担当。福島がお初天神からスタジオに戻るまでの時間帯には、「玉巻映美の平成30年はじまりました」（通常は事前収録で放送する玉巻のレギュラー番組『○月○日はじまりました』の生放送版）などを組み込んだ。玉巻はこのコーナーまで出演[注 128]。

  - 「“戌”も食わないお悩み相談会!」（15:30 - 16:30頃）
    - 2018年の干支が戌であることにちなんだ企画の1つで、不安な気持ちで新年を迎えたリスナーから、悩みに関するメッセージを募集。スタジオゲストのキダ・タロー、板東、かみじょうが、相談者との電話を通じて解決策を探る趣向になっていた。
    - 電話で出演した相談者には、解決策を出した後で「クイズ!板東英二はどれだ!」（以上3名の声から板東の肉声を当てさせるクイズ）を出題。正解した相談者には、「おかね」1万円を贈呈した。

  - 「戌年ヒットパレード」（16:50 - 17:30頃）
    - 福島が愛聴する昭和歌謡から、戌年のヒット曲を対象に、福島が名セリフとメッセージを盛り込みながら数曲を紹介した。

  - 「俺の推し肉ベスト3」（17時台後半）
    - 『MBSベースボールパーク』2017年度・ナイターオフ日曜版で八木が担当する「神様の舌 八木裕の肉ナビ」からの派生企画で、当コーナーのみ八木が出演。阪神の現役選手時代から肉料理に強いこだわりを持つ八木が、2018年に流行すると思われる焼肉の部位を、ベスト3形式で紹介した。

  - 「福呼ぶ福ちゃんの大盤振る舞い!」（放送中に6回挿入）
    - あらかじめ電話番号などを番組宛てに登録したリスナー限定のキーワードプレゼント企画で、放送中にキーワードを告知。対象のリスナーを時間帯ごとに抽選したうえで、当選者に対して福島がスタジオから電話をかけた。電話でキーワードを正しく伝えられた当選者には、シャトーブリアンをプレゼント。
    - 3回目（13:30頃）のみ、「運を“天気”に任せて?広瀬駿と初詣!」の時間帯と重なったため、玉巻の進行で「福呼ぶ玉ちゃんの大盤振る舞い!」を放送した。

  - 「のぶそうのワンワンリポート」（放送中に3回挿入） - 信宗による生中継リポートで、2018年の干支が戌であることにちなんだ企画の1つ。
  - 「福島のジカン。スペシャル　今年の決意」（エンディング）

### 2019年
- 2019年1月1日（火曜日）の12:00 - 17:35に、『MBSラジオ亥の一番! 次は～新福島! 猪（ちょ）ベリグ大新年会!』として生放送。前年の上記番組に続いて八木と広瀬、『第2章』のレギュラー出演者から信宗とやきそば、MBSラジオ他番組のレギュラー出演者からNAOTO（ヴァイオリニスト）[注 129]と、松竹芸能における信宗の先輩芸人から渡辺裕薫（シンデレラエキスプレス）[注 130]とチキチキジョニー[注 131]、福島の後輩アナウンサーから辻沙穂里[注 132]と三ツ廣政輝[注 133]（いずれも2018年入社[注 134]）が登場した。ちなみに、2019年が亥年に当たることから、オープニングでは「亥年」や「猪」にちなんだ福島のオリジナル漫談を収録した音源を流した。
  - 「神社でGO!」（オープニング直後から12時台後半まで放送）
    - 『第2章』火曜日「役場でGO!」の初詣版で、広瀬とNAOTOを迎えて、毎日放送の本社に近い豊崎神社（大阪市北区）の境内から生中継。NAOTOは、自己紹介を兼ねて「春の海」、広瀬の天気予報に合わせて「Magical Beautiful Season」（NAOTOが演奏に参加したMBSラジオの天気予報テーマソング）をヴァイオリンで弾いていた。

  - 「辻・三ツ廣の以後お見知りおきを 番外編」（12時台の後半に放送）
    - 辻・三ツ廣をスタジオに待機させたうえで、2018年の「玉巻映美の平成30年はじまりました」と同様に、辻・三ツ廣の冠番組『辻・三ツ廣の以後お見知りおきを』（2018年12月から期間限定で毎週水曜日の24:00 - 24:30に放送）の番外編を、「神社でGO!」の生中継終了から福島・広瀬・NAOTOがスタジオに登場するまで生放送。

  - 「新春!日本縦断電話リレー!」（13:00頃と15:00頃に放送）
    - 当番組のヘビーリスナー代表を（関西地方を除く）地方別に1名ずつ登場させる趣旨を2018年から継承しつつ、『第2章』木曜日「ラジオ博愛主義!やきそばかおるの全国ラジオキコウ」との連動企画として放送。やきそばが当企画限定でスタジオへ出演するとともに、電話で登場するリスナーが、福島や他地方のリスナーへ推奨したい地元ラジオ局制作の番組を紹介した。

  - 「新春!中継企画 正月だねー のぶそだねー」（13:00頃と17:00頃に放送）
    - のぶそ（信宗）による「ちゃぷらステージ」（毎日放送本社M館1階のオープンスペース）からの生中継リポート。リスナーに対して放送中に「ちゃぷらステージ」へ集まるよう呼び掛けたところ、ヘビーリスナーを中心に8人が応じた。
    - 当番組のtwitter公式アカウントでは、中継と連動した動画を随時配信していた。

  - 「新春松竹!笑ってい〜の シッシッシスペシャル!」（14時台に放送）
    - 松竹芸能所属の若手芸人が、先輩芸人の渡辺・チキチキジョニーを前に、スタジオで十八番を披露した。

  - 「新春パイセンスペシャル!安住紳一郎とガチ対談!」（16時台前半から17時台前半まで放送）
    - 『第1章』からの人気企画「ラジオ博愛主義!パイセンがやってきた!」の特別版で、安住紳一郎（TBSテレビアナウンサーで『安住紳一郎の日曜天国』パーソナリティ）を毎日放送本社内の和室に迎えて2018年の12月末に収録した対談の模様を放送した[2]。
    - 安住がMBSラジオ制作の番組へ出演することは初めてで、毎日放送の本社へ赴くことも、TBSへの入社1年目（1997年）に毎日放送が幹事を務めたJNN・JRN加盟局の新人アナウンサー合同研修[注 135]以来22年振りであった。

  - 「お肉の神様降臨!元日お肉電話」（13時台から16時台まで1時間単位で放送）
    - 2018年に実施した「福呼ぶ福ちゃんの大盤振る舞い!」と同様に、福島からリスナーへの電話と連動したキーワードプレゼント企画。大喜株式会社 から当選者に「大黒千牛」ブランドの牛肉（2万円相当）を進呈したところや、「お肉の神様」に扮した八木が牛肉に関する蘊蓄を語る音源を、企画が始まるたびに流したところが異なる。また、八木は2018年と違って、生放送のパートに出演しなかった。

ちなみに、この年の正月三が日は火 - 木曜日であったが、『第2章』の放送を休止。福島は、翌1月2日（水曜日）にも、亀井・藤林温子両アナウンサーと共に『かけましておめでとう!歌と笑いのドえらいやんラプソディ』（MBSラジオで10:30 - 17:35に生放送の新春特別番組）へ出演した。

### 2020年
2020年1月1日（水曜日）の10:30 - 17:35に、『福島のぶひろの、金曜でいいんじゃない?』を含めた福島の冠レギュラー3番組がベースの新春特別番組として、『福島のぶひろの大新年会!おめでとう日本!』（放送上の略称は『おめ日＜＝おめにち＞』）を編成。浜村・広瀬・信宗・やきそばに加えて、『金曜でいいんじゃない?』で共演している関岡・代走みつくに、2019年に毎日放送へ入社した清水麻椰・野嶋紗己子両アナウンサー、ミュージックソー奏者のAndre（安藤玲子）が出演した。
さらに、『第2章』まで「ラジオ博愛主義!パイセンがやってきた!」に年1回のペースで出演していた石井亮次と、かねてから『次は〜新福島!』への出演を望んでいた朝日放送テレビアナウンサー・伊藤史隆（2017年度からナイターオフ期間で『次は〜新福島!』と同じ時間帯に朝日放送ラジオで放送している『伊藤史隆のラジオノオト』のメインパーソナリティ）を「スペシャルゲスト」に迎えた。
主なコーナーは以下の通りで、特設ページ での紹介内容に準拠。この番組を含めた年末年始の特別編成によって、『次は～新福島!』は当日および前日（2019年12月31日＝火曜日）のレギュラー放送を休止した。
リスナーやラジオ業界関係者からの評判は高く、放送終了後の2020年4月27日に晋遊舎から刊行された『人気ラジオ番組完全ガイド』のリスナー投票企画「人気ラジオ番組　最強ランキング」では、スポット番組部門で11位に入っている。
- 第1部：オープニング!賑やかに鏡開き!（10時台後半）
  - 福島が「（2020年の干支である）子年の応援演説」を披露した後に、『ありがとう浜村淳です』の本番を終えたばかりの浜村をスタジオに招いたうえで、清水・野嶋の掛け声を合図に菰樽の鏡開きを実施した。
- 第2部：お出かけお構いなくスペシャル!広瀬駿と初詣!（11時台）
  - 新春特別番組恒例の初詣生中継を、「お出かけお構いなく」（『福島のぶひろの、どうぞお構いなく』内のオールロケ企画）の特別版として放送。参拝先の豊崎神社や、境内での「春の海」の演奏・天気予報は前年の「神社でGO!」と変わらないものの、関岡が参拝に同行した。広瀬とAndre（アンドレ）[注 137]はこのパートにのみ出演。
  - 福島・関岡・広瀬が毎日放送の本社と豊崎神社を往復中には、スタジオに待機させていた清水（通称「しみ」）と野嶋（通称「のじ」）が、「しみのじラジオ」と称して1年間の仕事の回顧や大晦日・正月の思い出話を披露した。
- 第3部：やきそばかおるの全国ラジオキコウスペシャル!（前編＝12時台）
  - 過去に『次は～新福島!』でゲストに迎えたり、出演番組を取り上げたりしたラジオパーソナリティから、一部の人物と放送中に電話をつなぐ。電話での出演者は以下の通りで、関西以外の地域を7つのブロックに分ける前提で「ブロック代表」として出演。関岡はこのパートまで登場した。
    - 沖縄代表：山原麗華（前述した『山原麗華の元気なナツメロ（爆笑）』のパーソナリティ）、九州代表：川野武文（宮崎放送のアナウンサー・アナウンス室長・執行役員ラジオ局長で兵庫県三木市の出身）、中国・四国代表：森谷佳奈（山陰放送アナウンサー）
- 第4部：だいそう!のぶそう!おもしろくなさ荘!（13時台）
  - みつくに（だいそう）・信宗（のぶそう）自身はもとより、2人が「自分より面白くなさそう」という理由で推薦した松竹芸能の後輩芸人が持ちネタを披露したうえで、福島・清水・野嶋がネタの面白さを判定する企画。コーナータイトルの「おもしろくなさ荘」は、毎年元日の未明（大晦日の深夜）に日本テレビ系列（関西地方では読売テレビ）で特別番組が編成される「おもしろ荘へいらっしゃい!」（『ぐるぐるナインティナイン』内の企画）にもちなんでいた。
  - 信宗は、このパートとエンディング以外の時間帯で、前年の「正月だねー のぶそだねー」と同様に「ちゃぷらステージ」（毎日放送本社M館1階のオープンスペース）で待機しながら『おめ日』専用twitter公式アカウントから動画を配信。放送中に「ちゃぷらステージ」へ来場したリスナー（総計17名）への応対に加えて、「窮鼠芸人のぶそうのふしぎ発見!」（「ちゃぷらステージ」からの生中継によるリスナーへのプレゼントクイズ企画で『第3章』の「信宗・ふしぎ発見!」から派生）向けにクイズを3問出題した。
    - 「窮鼠芸人のぶそうのふしぎ発見!」では、放送中に連絡の付く電話番号を伝えることを条件に、信宗が放送中に出題する「クエスチョン」への応募を電子メールかFAXで受付。抽選で当たったリスナーに福島と信宗が電話したうえで、正解を言えたリスナーに、「大黒千牛」牛肉セットの目録（到着後に「ステーキ×焼肉セット」か「すきしゃぶ×ステーキセット」を選んで注文することが可能な2万円相当の目録）を贈呈している。ちなみに、クイズの正解をすべてつなげると、「福島おめでとう日本」というメッセージが浮かび上がるようになっていた。
- 第5部：パイセンがやってきた!元日スペシャル!（14時台）
  - 大阪府（東大阪市）の出身で在名（本社が名古屋市内にある）民放局（CBCテレビ）にスポーツ実況要員として採用された石井に加えて、名古屋市の出身で在阪（本社が大阪市内にある）民放局（朝日放送テレビ）の現役スポーツアナウンサーである伊藤が途中から出演。毎日放送・宮崎放送で当時『ちちんぷいぷい』が放送されていた時間帯に『ゴゴスマ』[注 138]で司会を務める石井と、『次は～新福島!』シリーズの裏番組に当たる『伊藤史隆のラジオノオト』（当日は年始特別編成で放送を休止）のパーソナリティである伊藤との間で、異例の鼎談が実現した。
  - 当番組の1週間後（2020年1月8日）には、『伊藤史隆のラジオノオト』（『第3章』と重ならない19時台の「ようこそ、ラジオノオトへ。」）で、当コーナーのダイジェスト音源と、伊藤による出演前後の模様を朝日放送側で独自に収録した音源を放送した。逆に、当番組を放送しない同年2月28日（金曜日）には、福島が『 - 金曜でいいんじゃない?』の本番終了後に『 - ラジオノオト』の「スペシャルパートナー」を務めた。
- 第6部：やきそばかおるの全国ラジオキコウスペシャル!（後編＝15時台）
  - 趣旨は前編と同じで、電話での出演者は以下の通り。
    - 中部代表：源石和輝[注 139]（大阪府豊中市出身の東海ラジオアナウンサー）、北海道代表：神門光太朗（『ごごラジ!』からの降板を経て2019年7月からNHK帯広放送局へ赴任）、東北代表：井川琴乃・綾乃姉妹（前述した『おもかげ横丁 スナックいがわ』のパーソナリティ）、関東代表：石澤典夫

  - 第5部ゲストの石井も、当初の予定より長くこのパートまで出演。冒頭には、ラジオ放送事業でCBCテレビの関連会社（CBCラジオ）と競合する東海ラジオの現役アナウンサーで、かねてから面識のある源石との間で電話越しの共演が実現した。
- 第7部：放送は青春だ!元日スペシャル!（16時台）
  - 『第2章』の水曜日で放送されていた「放送は青春だ!」の復活版で、『第2章』時代の作品へのオマージュを織り交ぜた中井オリジナルの脚本による新作のラジオドラマを、2部構成で30分近くにわたって放送。中井がラジオドラマの脚本を執筆したのは、初めてであった。
- 第8部：フクシマーズリクエストスペシャル!子年ヒットパレード!（17時台前半）
  - 『金曜でいいんじゃない?』内の「フクシマーズリクエスト」（TBSラジオ制作の内包番組『ドライバーズ・リクエスト』の放送直前に福島が選んだ楽曲を流すコーナー）からの派生企画。2020年が子年に当たることにちなんで、昭和時代の子年におけるヒット曲を、1984年（昭和59年）→1972年（昭和47年）→1960年（昭和35年）→1948年（昭和23年）→1936年（昭和11年）の順で、1年につき1～2曲流した。
- 第9部：フィナーレ〜エンディング（17時台後半）
  - 『ドライバーズ・リクエスト』を当日のみ当番組の直後（17:35 - 17:43）に単独番組として編成していたため、『金曜でいいんじゃない?』での「フクシマーズリクエスト」と同様に、福島による『ドライバーズ・リクエスト』への振りコメントで7時間5分もの生放送を締めくくった。

ちなみに、後半の時間帯（14:30 - 17:30）にMBSテレビが関西ローカルで放送する『池上彰のどーなる?ジャーナル 令和初のお正月　2020年の“変わる”がわかる!』（2019年末に収録済みの特別番組）では、野嶋が全編でアシスタントを務めたほか、福島が一部のコーナーに出演。当番組では、野嶋・清水が出演する時間帯を第1部・第2部・第4部（13時台の後半まで）にとどめることで対応した。番組内の『MBSニュース』（12時台・15時台）および、『金曜でいいんじゃない?』でも17:30頃に放送している「ネットワークTODAY」（毎日放送が本編を制作する企画ネット方式の全国ニュース）については、いずれも藤林がシフト勤務の一環で担当。

### 2021年
2021年1月2日（土曜日）の11:30 - 15:30に、『福島のぶひろの、こいつぁ春から、ぁ縁起が～いいんじゃない?』を編成。前年に続いて福島、関岡、信宗、やきそば、みつくに、石井亮次が出演したほか、前年（2020年）に毎日放送へ入社した川地洋平・山崎香佳両アナウンサーも登場した。
上記の新春特別番組から一転して、『金曜でいいんじゃない?』をベースに、当番組のテイストを織り交ぜながら4時間にわたって生放送。放送中には、以下の企画を実施した。
- オープニング
  - 2021年が丑年であることにちなんで、福島による「丑の干支襲名披露口上」（「丑」や「牛」に関する言葉を随所に入れた口上）からスタート。
- 第1部：「福ちゃんの正月話、いいんじゃない?」
  - 『金曜でいいんじゃない?』でオープニングからおよそ40分間放送されている「福ちゃんの話、いいんじゃない?」からの派生企画（詳細後述）。
- 第2部：「ラジオ博愛主義！あやかりたいパーソナリティ列島リレー!」（12:40頃）
  - やきそばに加えて、関西以外の地方から、以下のパーソナリティが電話で出演。番組全体の放送時間が例年より短いことから、出演者を一部の地方からの代表者にとどめた。
    - 東北代表：山口岩男[注 140]（山形放送）、関東代表：春日萌花[注 141]（NACK5）、九州代表：冨士原圭希[注 142]（RKB毎日放送アナウンサー）、沖縄代表：横山胡桃[注 143]（琉球放送）
- 第3部：「アナ1年目＆フリー1年目　飛躍の年でいいんじゃない?」（14:10頃）
  - 2020年度がアナ（ウンサー）1年目に当たる川地・山崎と、同年度からフリー（アナウンサー）として活動中の石井が出演。関岡は、このパートのみ中座した。
- 第4部：「関岡香カレンダー製作委員会プレゼンツ!関岡香カレンダー当選者決定!」（15:05頃）
  - 関岡の撮り下ろし写真を用いた2021年のカレンダー（『金曜でいいんじゃない?』の企画で2020年内に3本のみ製作）のプレゼントを希望する旨のメッセージを寄せたリスナーへ放送中に電話を掛けたうえで、関岡に向けてプレゼントへの熱意をアピール。その内容によって、関岡の独断でプレゼントの当選者を決めた。ちなみに、「カレンダー製作委員長」でもあった福島は、自身も携わったカレンダーの製作工程を「福ちゃんの正月話、いいんじゃない?」で紹介している。

上記の企画の合間には、リスナーへのプレゼントクイズの出題を兼ねた心斎橋界隈からの生中継企画「だいそう&のぶそう 何COW（買う）クイズ!」を12:30頃と13:50頃に放送。15:00までにリスナーから回答を受け付けたうえで、エンディングの間際（15:20頃）に正解と（1万円の賞金を加えた）プレゼントの当選者を発表した。
ちなみに、2018年から2020年まで当番組ベースの特別番組を長時間編成していた1月1日（金曜日）には、『こんちわコンちゃんお正月ですょ! 今年はええ年にしまっせ!モー烈開運スペシャル!』を10:30 - 17:35に生放送。MBSラジオの新春特別番組としては初めて、生放送に合わせたスタジオ動画のサイマル配信を、同局のYouTube公式チャンネルで実施した。